# پنیر

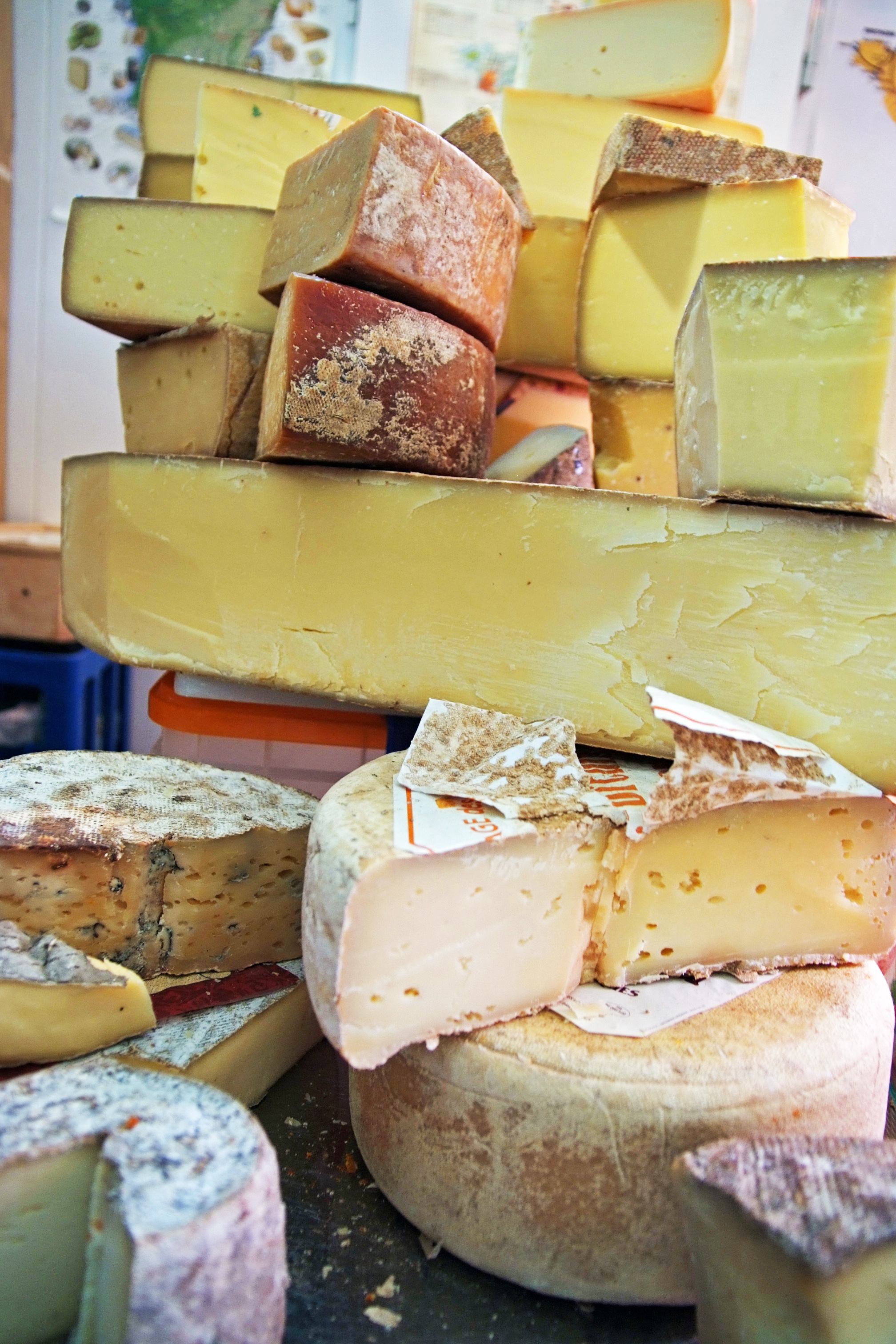
برخی از انواع پنیرهای سخت

پَنیر یکی از گونه‌های لبنیات است که به‌طور گسترده‌ای در صدها نوع مختلف، از شیر تهیه می‌شود. پنیر را از دَلَمَه‌شدن شیر، معمولاً شیر گاو، گاومیش، شتر، بز و گوسفند تهیه می‌کنند. شیر از طریق کشت باکتری‌ها ترش (اسیدی) می‌شود. سپس با اضافه شدن آنزیم مایه پنیر (Rennet) یا یک جایگزین (مانند اسید استیک یا سرکه) دلمه می‌شود و شیر بسته‌شده و آب پنیر به‌دست می‌آید. بیشتر پنیرها در درجه حرارت پخت‌وپز ذوب می‌شوند. بیش از ۱۵ هزار نوع پنیر تا به امروز کشف و استفاده گردیده‌است
انواع پنیر را بر اساس ویژگی‌هایشان چند نوع دسته‌بندی مختلف می‌کنند از جمله نوع ترکیبات شیر، آنزیم مورد استفاده برای ترش‌کردن آن، رژیم غذایی جانور، روش کار و میزان رطوبت پنیر.
- پنیرهای با رطوبت کم (۱۳ تا ۳۴ درصد) شامل پنیر دومان، پنیر پارمیجانو (پارمسان)، پنیر ریکوتای خشک، پنیر گجی توست و پنیر میزوست می‌شوند.
- پنیرهای با رطوبت متوسط (۳۴ تا ۴۵ درصد) شامل پنیر ادام، پنیر سفید فتا، پنیر سوئیس، پنیر چدار، پنیر گودا و پنیر لیقوان است.
- پنیرهای با رطوبت زیاد (۴۵ تا ۵۵ درصد) شامل موتزارلا، کممبرت، پنیر محلی، پنیر پیتزا و پنیر آبی می‌شوند.
- پنیرهای با رطوبت خیلی زیاد (۸۰ تا ۸۵ درصد) شامل پنیر کوتاژ، ریکوتا، پنیر ایمپاستاتا، پنیر نوفشاتل و پنیر خامه‌ای است.[۱]

## تاریخچه
پنیر یک مادهٔ غذایی باستانی است که ریشه آن به دوران پیش از تاریخ بر می‌گردد. هیچ‌کس نمی‌داند چه کسی و در کجا نخستین پنیر درست شده‌است، اما زمان‌های قدیم در مصر، یونان و روم باستان یک غذای محبوب به‌شمار می‌رفته‌است. اما بهترین سناریویی که برای تولید نخستین پنیر پذیرفته شده‌است به ۱۰٬۰۰۰ سال پیش در منطقه‌ای از خاورمیانه یا آسیا بر می‌گردد، جایی که چوپانان از شکم خالی بزها به‌جای وسیله‌ای برای حمل شیر تازه استفاده می‌کردند. در این هنگام آنزیم موجود در شکم خشک شده بز به همراه گرمای نور آفتاب بر شیر اثر کرده و باعث دلمه شدن آن می‌شود و آن را تبدیل به شیر بسته شده به همراه مایع پنیر می‌کند. گله‌داران این پنیر اولیه را از روی گرسنگی مصرف می‌کردند.

## بزرگ‌ترین تولیدکنندگان، مصرف‌کنندگان و صادرکنندگان پنیر در جهان
در سال ۲۰۲۲، تولید جهانی پنیر از شیر گاو کامل ۱۸٫۷ میلیون تن بود. ایالات متحده آمریکا با ۲۹ درصد (۶٫۴ میلیون تن) بزرگ‌ترین تولیدکننده پنیر جهان و آلمان، فرانسه و ایتالیا دیگر تولیدکنندگان بزرگ پنیر در جهان هستند. در طول سال ۲۰۱۵، آلمان، فرانسه، هلند و ایتالیا ۱۰–۱۴ درصد از پنیر تولیدی خود را صادر کردند. در این سال ایالات متحده یک صادر کننده حاشیه ای بود (۵٫۳٪ از کل تولید شیر گاو)، زیرا بیشتر تولیدات آن برای بازار داخلی بود. به گزارش فائو در سال ۲۰۲۲ کشور آلمان با تولید ۶۸۸ هزار تن، فرانسه با ۳۹۰ هزار تن و جمهوری اسلامی ایران با تولید ۲۴۲ هزار تن سه کشور برتر تولید کننده پنیر کم چرب از شیر گاو را به خود اختصاص دارد.
| ده کشور نخست جهان در تولید پنیر (هزار تن متریک) | ده کشور نخست جهان در تولید پنیر (هزار تن متریک) |
| ----------------------------------------------- | ----------------------------------------------- |
| ایالات متحده آمریکا                             | ۴٬۲۷۵ (۲۰۰۶)                                    |
| آلمان                                           | ۱٬۹۲۷ (۲۰۰۸)                                    |
| فرانسه                                          | ۱٬۸۸۴ (۲۰۰۸)                                    |
| ایتالیا                                         | ۱٬۱۴۹ (۲۰۰۸)                                    |
| هلند                                            | ۷۳۲ (۲۰۰۸)                                      |
| لهستان                                          | ۵۹۴ (۲۰۰۸)                                      |
| برزیل                                           | ۴۹۵ (۲۰۰۶)                                      |
| مصر                                             | ۴۶۲ (۲۰۰۶)                                      |
| آرژانتین                                        | ۴۲۵ (۲۰۰۶)                                      |
| استرالیا                                        | ۳۹۵ (۲۰۰۶)                                      |

| ده کشور نخست جهان در صادرات پنیر (تنها پنیرهایی که از شیر گاو ساخته می‌شوند) – ۲۰۰۴ (بر اساس دلار آمریکا× ۱۰۰۰) | ده کشور نخست جهان در صادرات پنیر (تنها پنیرهایی که از شیر گاو ساخته می‌شوند) – ۲۰۰۴ (بر اساس دلار آمریکا× ۱۰۰۰) |
| --- | --- |
| فرانسه | ۲٬۶۵۸٬۴۴۱ |
| آلمان | ۲٬۴۱۶٬۹۷۳ |
| هلند | ۲٬۰۹۹٬۳۵۳ |
| ایتالیا | ۱٬۲۵۳٬۵۸۰ |
| دانمارک | ۱٬۱۲۲٬۷۶۱ |
| استرالیا | ۶۴۳٬۵۷۵ |
| نیوزیلند | ۶۳۱٬۹۶۳ |
| بلژیک | ۵۶۷٬۵۹۰ |
| جمهوری ایرلند                                                                                                  | ۴۴۵٬۲۴۰ |
| بریتانیا | ۳۷۴٬۱۵۶ |

### مصرف
فرانسه، ایسلند، فنلاند، دانمارک و آلمان، با میانگین ۲۵ کیلوگرم به ازای هر نفر، بزرگ‌ترین مصرف‌کنندگان پنیر در سال ۲۰۱۴ بودند.
| کشورهایی که بالاترین سرانهٔ مصرف پنیر در جهان دارند – ۲۰۰۹ | مصرف سرانهٔ هر فرد به کیلوگرم در سال |
| --------------------------------------------------------- | ----------------------------------- |
| یونان                                                     | ۳۱٫۱                                |
| فرانسه                                                    | ۲۶٫۱                                |
| ایسلند                                                    | ۲۵٫۴                                |
| آلمان                                                     | ۲۲٫۶                                |
| سوئیس                                                     | ۲۱٫۴                                |
| هلند                                                      | ۲۱٫۰                                |
| ایتالیا                                                   | ۲۰٫۹                                |
| فنلاند                                                    | ۲۰٫۷                                |
| ترکیه                                                     | ۱۹٫۴                                |
| سوئد                                                      | ۱۸٫۹                                |
| اتریش                                                     | ۱۷٫۴                                |
| جمهوری چک                                                 | ۱۶٫۷                                |
| اسرائیل                                                   | ۱۶٫۴                                |
| نروژ                                                      | ۱۵٫۳                                |
| ایالات متحده آمریکا                                       | ۱۴٫۸                                |
| کانادا                                                    | ۱۲٫۳                                |
| استرالیا                                                  | ۱۲٫۰                                |
| آرژانتین                                                  | ۱۱٫۳                                |
| مجارستان                                                  | ۱۱٫۰                                |
| بریتانیا                                                  | ۱۰٫۹                                |
| لهستان                                                    | ۱۰٫۸                                |

## انواع پنیر
پنیر پیتزا

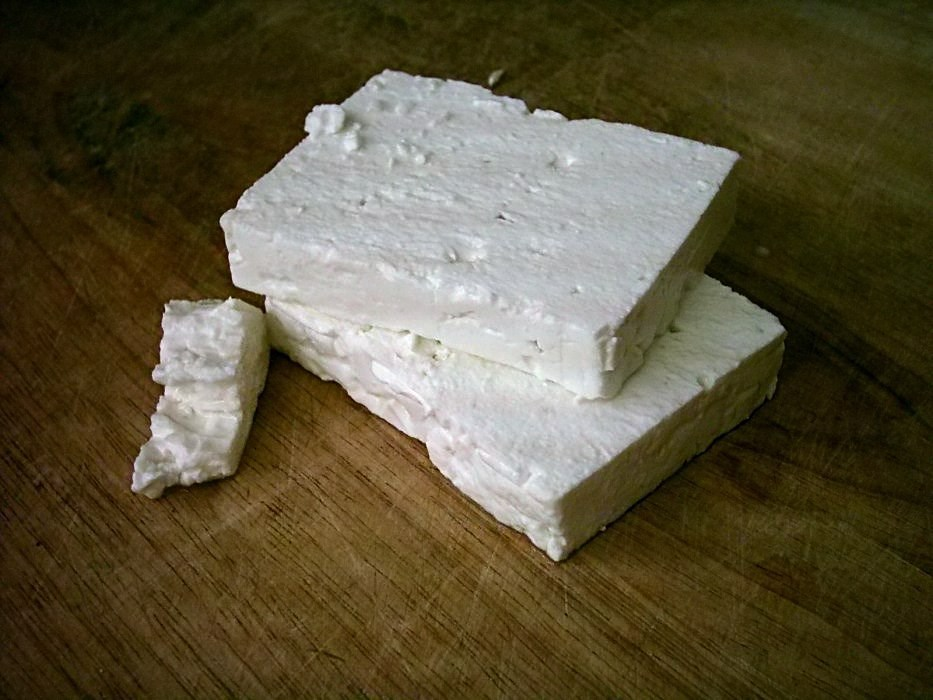
تصویری از پنیر فتا

پنیر پیتزا (به انگلیسی: Pizza cheese) نوعی پنیر پرورده پاستوریزه است که در تهیه پیتزا به کار می‌رود. این‌گونه پنیر به دو فرم صنعتی و سنتی وجود داشته و برای به‌کارگیری آن، به شکل‌های گوناگونی چون رشته‌ای، ورقه‌ای و… به کار گرفته می‌شود. این پنیر در فرایند تهیه پیتزا، با ذوب شدن بر روی سطح این غذا، تأثیر کشسان و چسبنده خود را نشان می‌دهد. این پنیر با پنیر موزارلا فرق دارد و از بافتی نرم برخوردار است.
پنیر موزارلا یا موتزارلا
موتزارلا (به ایتالیایی: Mozzarella) نامی عمومی برای انواعی از پنیرهای نیمه نرم ایتالیایی است که از شیر گاو یا گاومیش تهیه می‌شوند. این پنیر بسیار کِش می‌آید و در صبحانه و عصرانه، غذاهای پاستایی، لازانیا، داخل سوپ، سالاد و غیره استفاده می‌شود. این پنیر در ایران با نام پنیر تازه محلی نیز عرضه می‌شود.
پنیر فتا
پنیر فتا (به انگلیسی: Feta cheese) یکی از انواع پنیر است که ریشهٔ یونانی دارد. این پنیر شبیه پنیر لیقوان ایرانی است.
در سالاد یونانی، پنیر فتا معمولاً به شکل مکعب‌های کوچک یا خردشده وجود دارد.
پنیر چدار
پنیر چدار (به انگلیسی: Cheddar cheese) نام نوعی پنیر سفت، صاف و زرد یا نارنجی رنگ انگلیسی است که از شیر گاو تهیه‌شده و مورد پسندترین نوع پنیر در پادشاهی متحده می‌باشد. این پنیر نخستین بار در دهکدهٔ چدار واقع در سامرست انگلستان تولیدشده و نام خود را از این دهکده گرفته‌است.
بلوچیز
بلوچیز (پنیر آبی) نامی کلی برای انواعی از پنیر است که از شیر گاو، گوسفند یا بز و به کمک کپک خوراکی آبی‌رنگی از خانواده پنیسیلین تهیه می‌شود. این نوع پنیر بیشتر در سالادها یا به‌عنوان مزه استفاده می‌شود و طعم مخصوصی دارد.
پنیر خامه‌ای
فرآورده‌ای است که از مخلوط کردن خامه با شیر بدون افزودن حرارت به دست می‌آید. نگهداری آن باید در درجه حرارت زیر ۱۰ درجه باشد. طعم آن کمی ترش بوده و مانند کره نرم و قابل گسترده شدن است. همراه با نان، بگور یا در داخل کیک پنیر خورده می‌شود. همچنین بر روی سالاد همراه با سالمون دودی و داخل پوره سیب‌زمینی نیز بکار می‌رود. ترکیب مواد آن ۵۵ درصد آب، ۳۳ درصد چربی، ۱۰ درصد پروتئین و ۰٫۸ تا ۱٫۲ درصد نمک است. این نوع پنیر برای اولین بار در سال ۱۸۷۲ میلادی در آمریکا تولیدشده است. پنیر فیلادلفیا یکی از شناخته‌شده‌ترین انواع پنیر خامه‌ای در جهان است.
پنیر پارمسان
پنیر پارمیجانو (که پارمیژان یا پارمیزان یا پارمسان نیز گفته می‌شود) پنیری ایتالیایی است که از شیر گاو تهیه می‌شود و ساختن آن ۸ ماه زمان می‌برد. پنیر پارمیجانوی نرسیده به‌عنوان پیش غذا (اردور) و مزه مصرف می‌شود و پنیر پارمیجانوی رسیده را به‌صورت رنده کرده یا پودر شده در برنج و سوپ و انواع پاستا یا ماکارونی استفاده می‌کنند. «پارمیجانو» در زبان ایتالیایی، صفت برای شهر «پارما» است که در زبان فرانسوی «پارمِسان» گفته می‌شود.
کامامبر
کامامبر (به فرانسوی: Camembert) نوعی پنیر نرم فرانسوی است که نخستین بار در اواخر سده ۱۸ در منطقه کامامبر و نرماندی در شمال غربی فرانسه تولید شد. این پنیر از شیر گاو و به کمک انواعی از کپک خوراکی از خانواده پنیسیلین به نام‌های Penicillium candida و Penicillium camemberti تهیه می‌شود. پنیر کامامبر طعمی تند دارد و هر چه بیشتر برسد، بافت پنیر نرم‌تر شده و بوی آن تندتر می‌شود. کامامبر در صبحانه یا برای تهیه کیک، ساندویچ و دسر و مزه (به‌خصوص به همراه انگور) استفاده می‌شود.
پنیر گودا
پنیر خاودا یا پنیر گودا پنیری تقریباً سفت و زرد رنگ است که از شیر گاو درست می‌شود. خاودا نام شهری در هلند است. این پنیر به‌صورت خام یا پخته در پیتزا، لازانیا، سالاد، صبحانه، سوپ، سس و شیرینی استفاده می‌شود.
پنیر بوترکیزه
پنیر بوترکیزه یا پنیر بوتوکیزه از انواع پنیرهای چرب و نیمه سخت است و به‌صورت قرص‌های زرد با پوسته قرمز می‌باشد. این پنیر برای اولین بار در سال ۱۹۲۷ در آلمان تولید شد که به دلیل طعم کره‌ای آن به پنیر بوترکیزه (ButterKase Cheese) معروف شد. در حال حاضر این پنیر در سراسر آلمان تولید می‌شود. این پنیر که از شیر گاو جوان به دست می‌آید، طعم خوبی به سبزیجات می‌دهد و برای تهیه انواع سوفله سبزیجات مناسب می‌باشد. از این پنیر می‌توان در تهیه صبحانه، انواع غذاهای گوشتی، املت، سوپ، سالادها و انواع ساندویچ‌های سرد و گرم استفاده نمود.
پنیر لانکاشایر
پنیر لانکاشایر (به انگلیسی: Lancashire cheese) نوعی پنیر ترد و سفید رنگ انگلیسی است که از شیر گاو تهیه‌شده و طعمی ملایم و خامه‌ای دارد. با کهنه‌تر شدن پنیر لایهٔ بیرونی آن به رنگ طلایی کم‌رنگ درآمده، بافت نرم آن سفت‌تر شده و طعمش نیز تندتر می‌گردد. این پنیر همچنین ۴۵٪ چربی دارد. پنیر لانکاشایر نخستین بار در لانکاشایر انگلستان تولید گردیده و به همین دلیل به نام محل تولیدش مشهور است.
پنیر ماسکارپونه
ماسکارپونه یک پنیر ایتالیایی دارای خامهٔ سه لایه می‌باشد که از خامهٔ تازه که با اسید تارتاریک واسرشت شده‌است، ساخته می‌شود. گاهی پساب کره یا همان آب دوغ را به آن اضافه می‌کنند. پس از واسرشتن، آب آن را بدون فشار دادن از آن می‌گیرند. ماسکارپونه را می‌توان با استفاده از خامه و اسیدسیتریک یا آب‌لیمو تولید کرد. ماسکارپونه دارای رنگ شیری می‌باشد و در منطقهٔ لومباردی ایتالیا بسیار استفاده می‌شود. همچنین ماسکارپونه جزو مواد اصلی تهیهٔ تیرامیسو می‌باشد.
پنیر لیقوان
پنیر لیقوان پنیری سنتی ایست که در لیقوان ایران تهیه می‌شود. این پنیر که طعمی شور دارد و دارای سوراخ است از شیر گوسفند تهیه می‌شود. این پنیر معمولاً در صبحانه همراه نان میل می‌شود.
چیز ویز
چیز ویز سس پنیر عمل‌آوری شده غلیظی است که توسط کمپانی کرفت عرضه شده‌است. این سس اولین بار در سال ۱۹۵۳ به بازار آمد. این سس زرد رنگ بر روی هات‌داگ، چیپس ذرت، کرفس، استیک پنیر و دیگر غذاها استفاده می‌شود.
پنیر پرورده (پروسس)
انواعی از محصولات غذایی لبنی هستند که از پنیر معمولی و گاهی سایر مواد لبنی، به همراه امولسیفایرها، نمک اضافی، اسانس، رنگ و افزودنی‌های خوراکی مانند ادویه‌ها و سبزیجات مختلف تهیه می‌شود. در ایالات‌متحده آمریکا، نوع رایج این‌گونه پنیر با نام پنیر آمریکایی در فروشگاه‌ها عرضه می‌شود. گرچه پنیر پرورده برای اولین بار به سال ۱۹۱۱ میلادی توسط والتر گِربر سوئیسی تهیه شد. نخستین بار شخصی به نام جیمز آل. کرافت در سال ۱۹۱۶ برای کسب امتیاز یا حق انحصاری آن در آمریکا به خاطر شیوه خاص تهیه این پنیر اقدام کرد. شرکت کرافت فود نخستین پنیر ورقه‌ای پرورده را برای مصرف عموم در سال ۱۹۵۰ به بازار ارائه داد. از آن هنگام انواع مختلف پنیر اسلایس، در آمریکا همه‌گیر شد و مهم‌ترین مورداستفاده آن‌ها در تهیه چیزبرگر و ساندویچ‌های گریل شده پنیری می‌باشد.

## پنیرهای ایرانی
پنیرهای ایرانی یا بر حسب شیوهٔ تولیدشان به شکل
- پنیر قالبی
- پنیر خیکی
- پنیر کوزه
- پنیر پچک

یا منطقه جغرافیایی و قومی
- پنیر تبریز
- پنیر لیقوان
- پنیر سیاهمزگی
- پنیر بروجردی
- پنیر گلپایگانی
- پنیر سنگسری
- پنیر کردی
- پنیر ترکی(عشایر ترک‌زبان قشقایی)
- پنیر تالشی   (فراوری مناطق تالش)

## نگارخانه

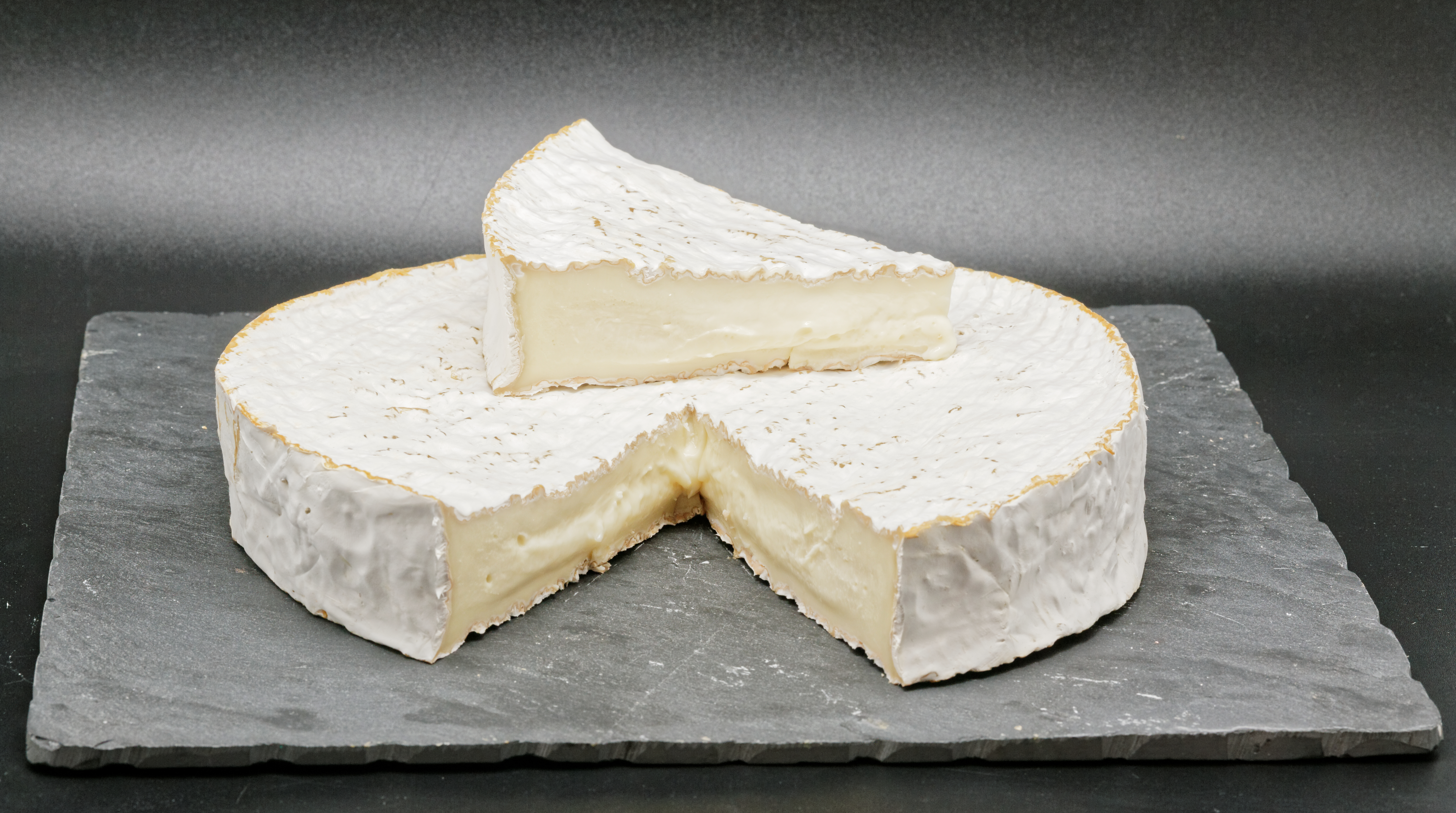
پنیر بری
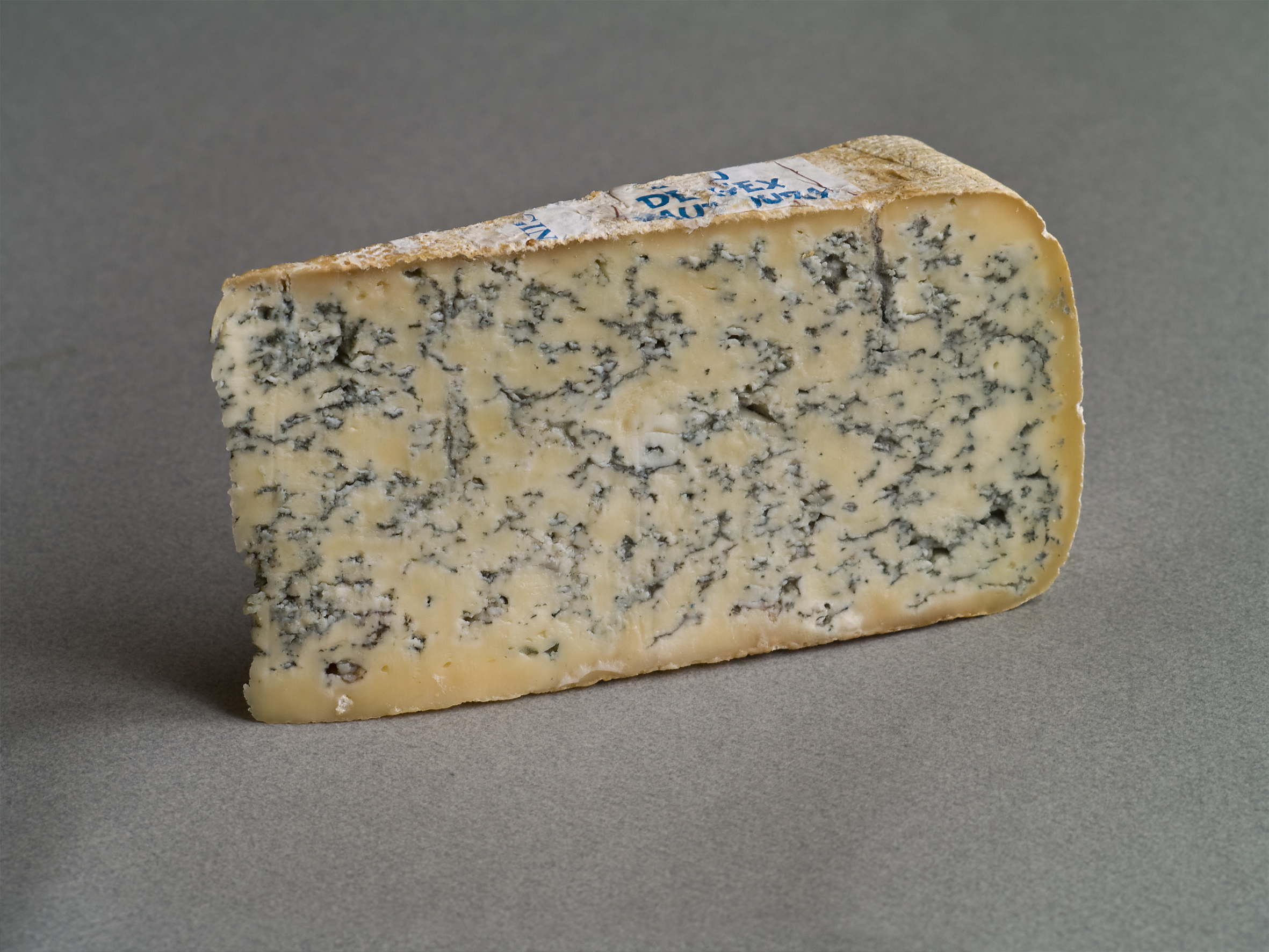
پنیر آبی
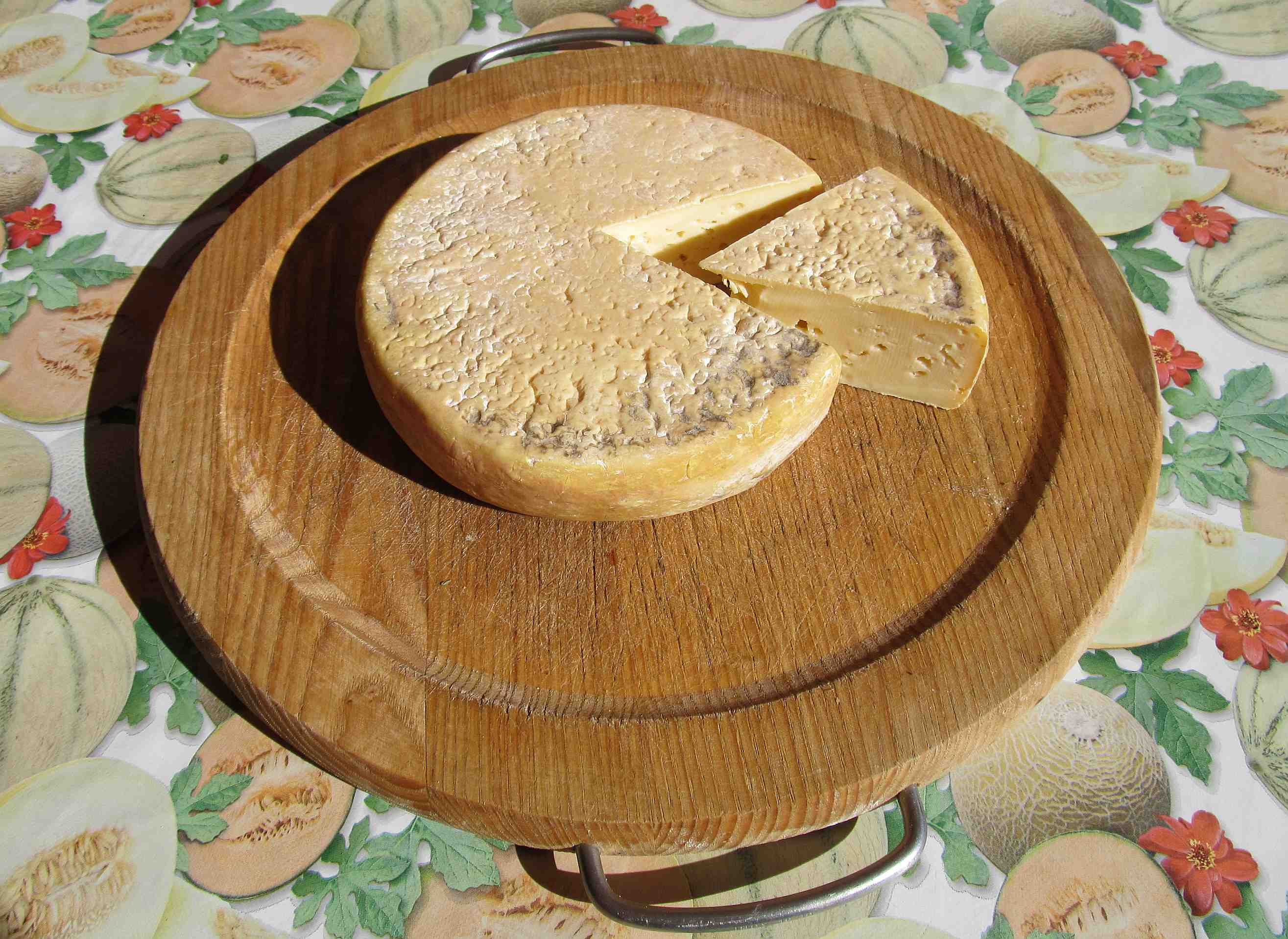
پنیر ماکانیو
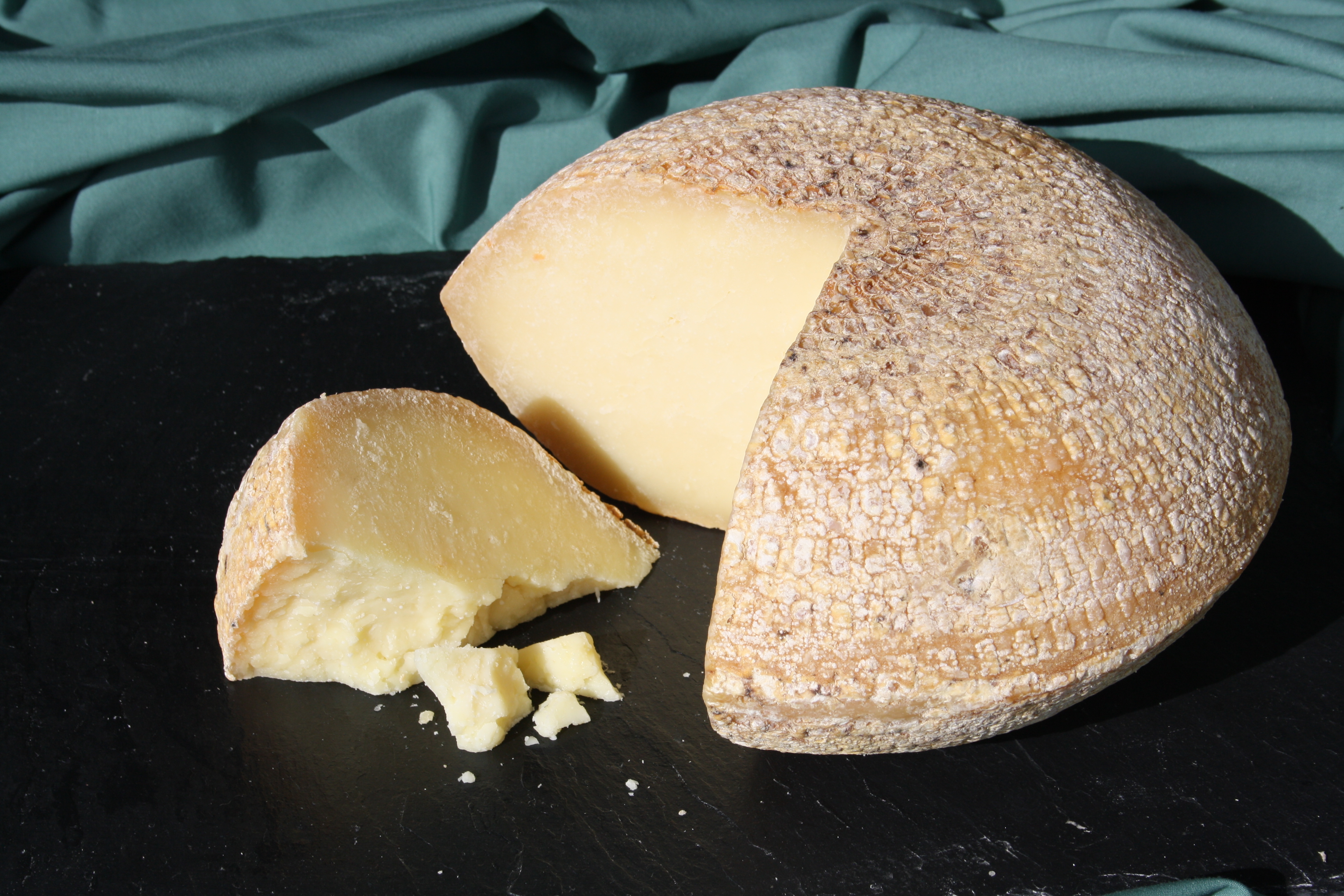
پنیر برکسول
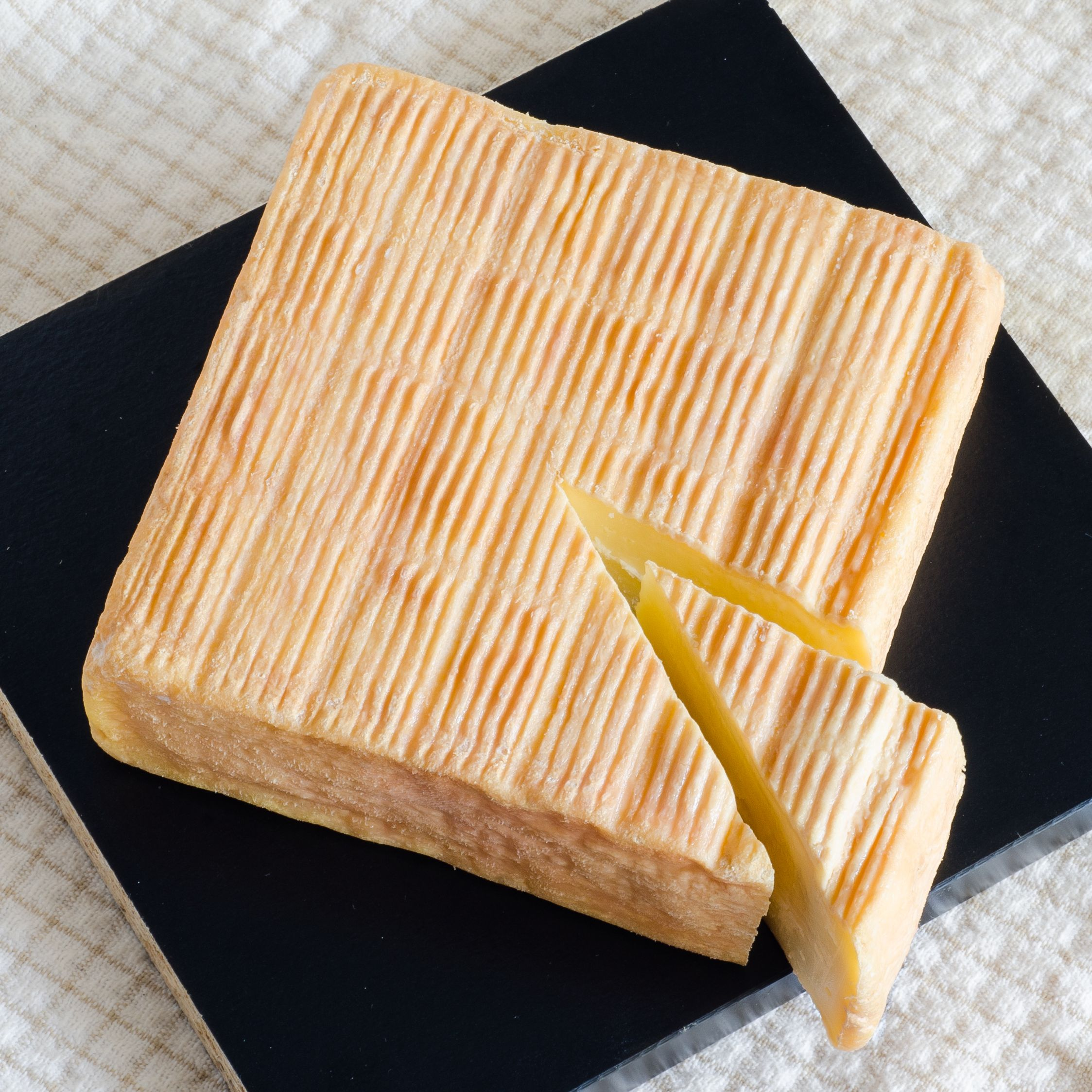
پنیر مارویل
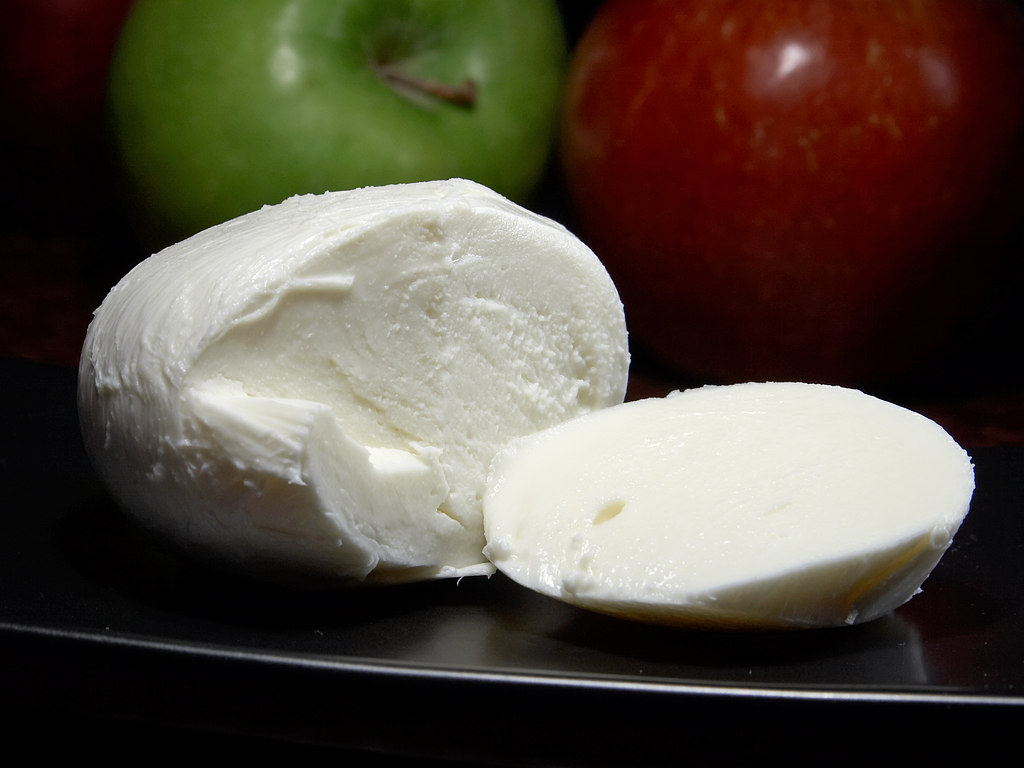
موتزارلا
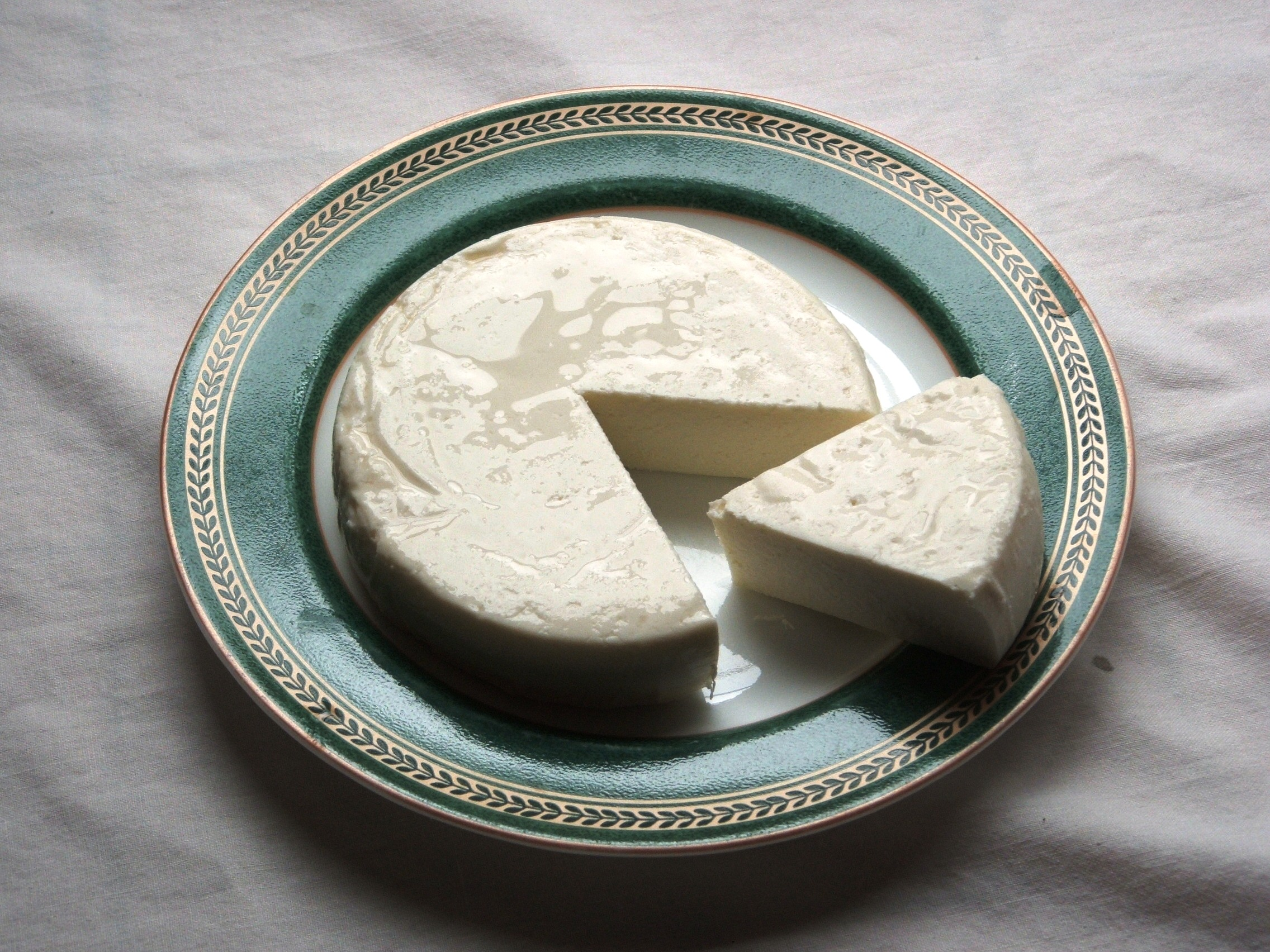
فرسکو کیزو
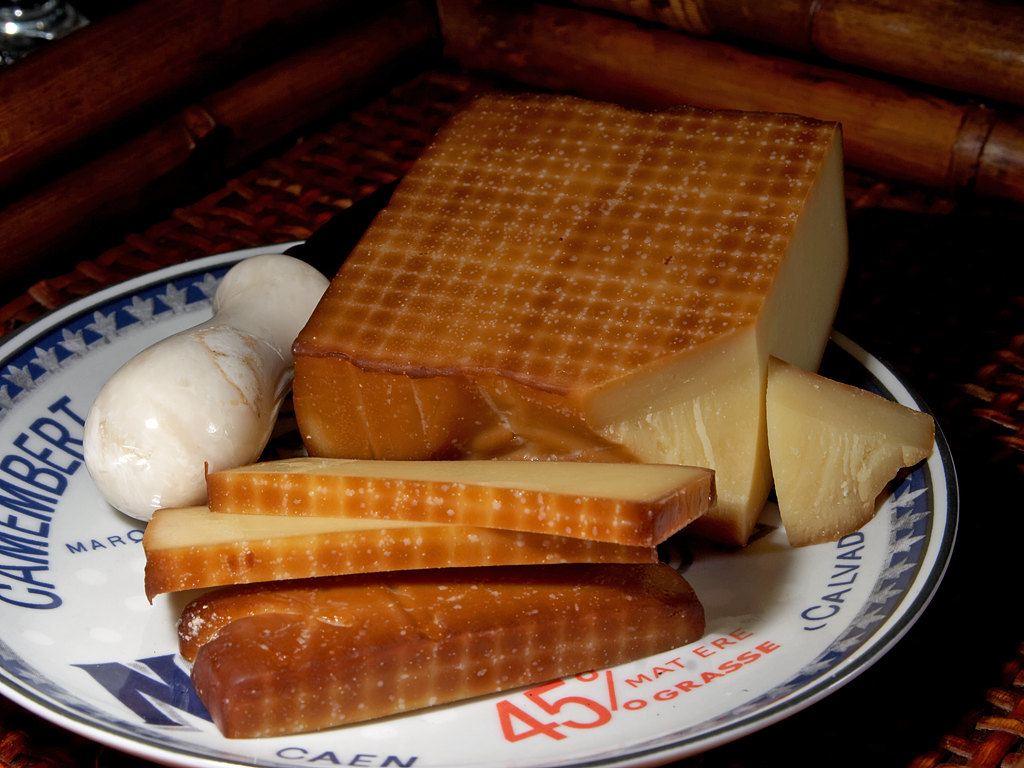
پنیر دودی
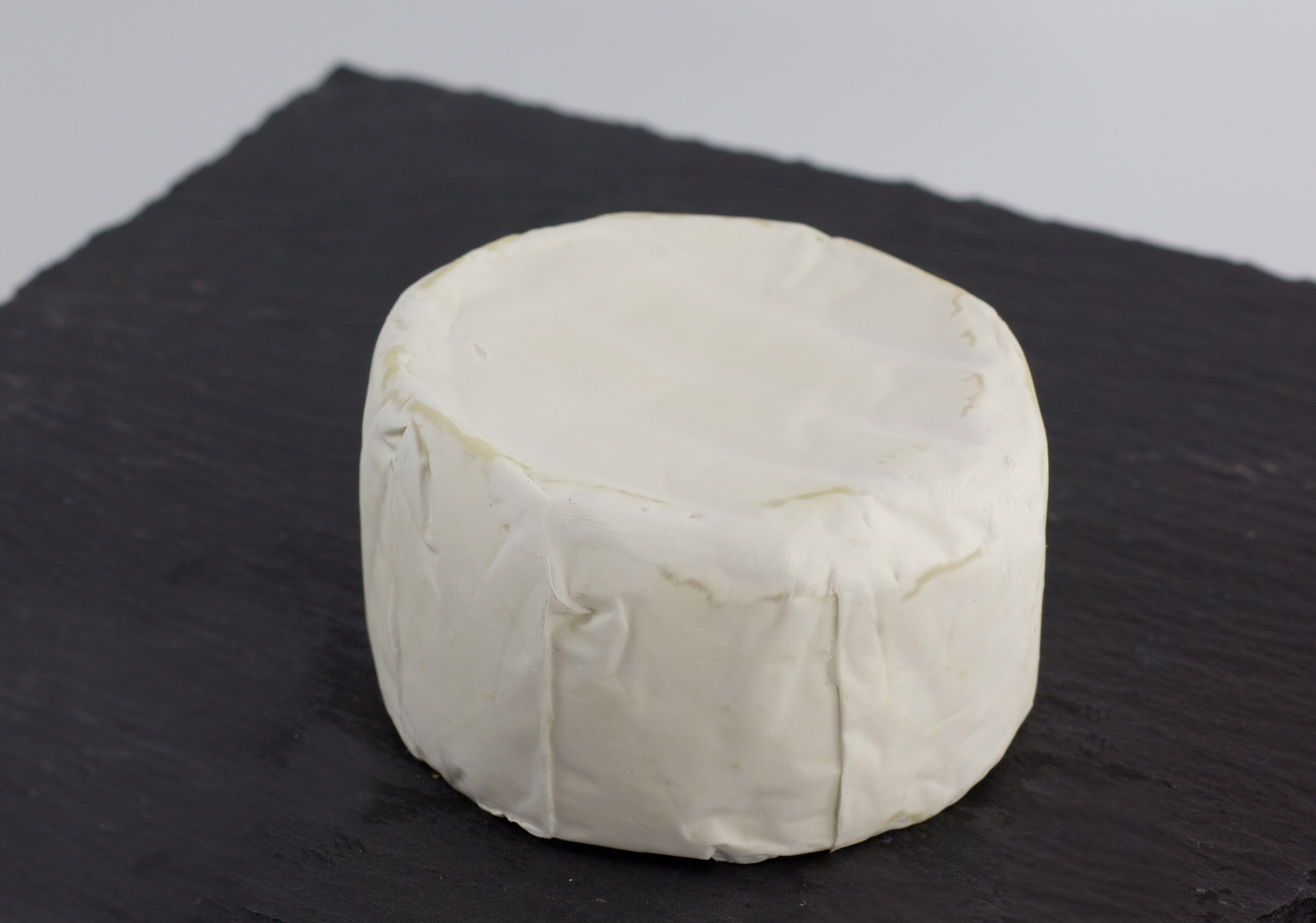
پنیر براگادر آلانکاس
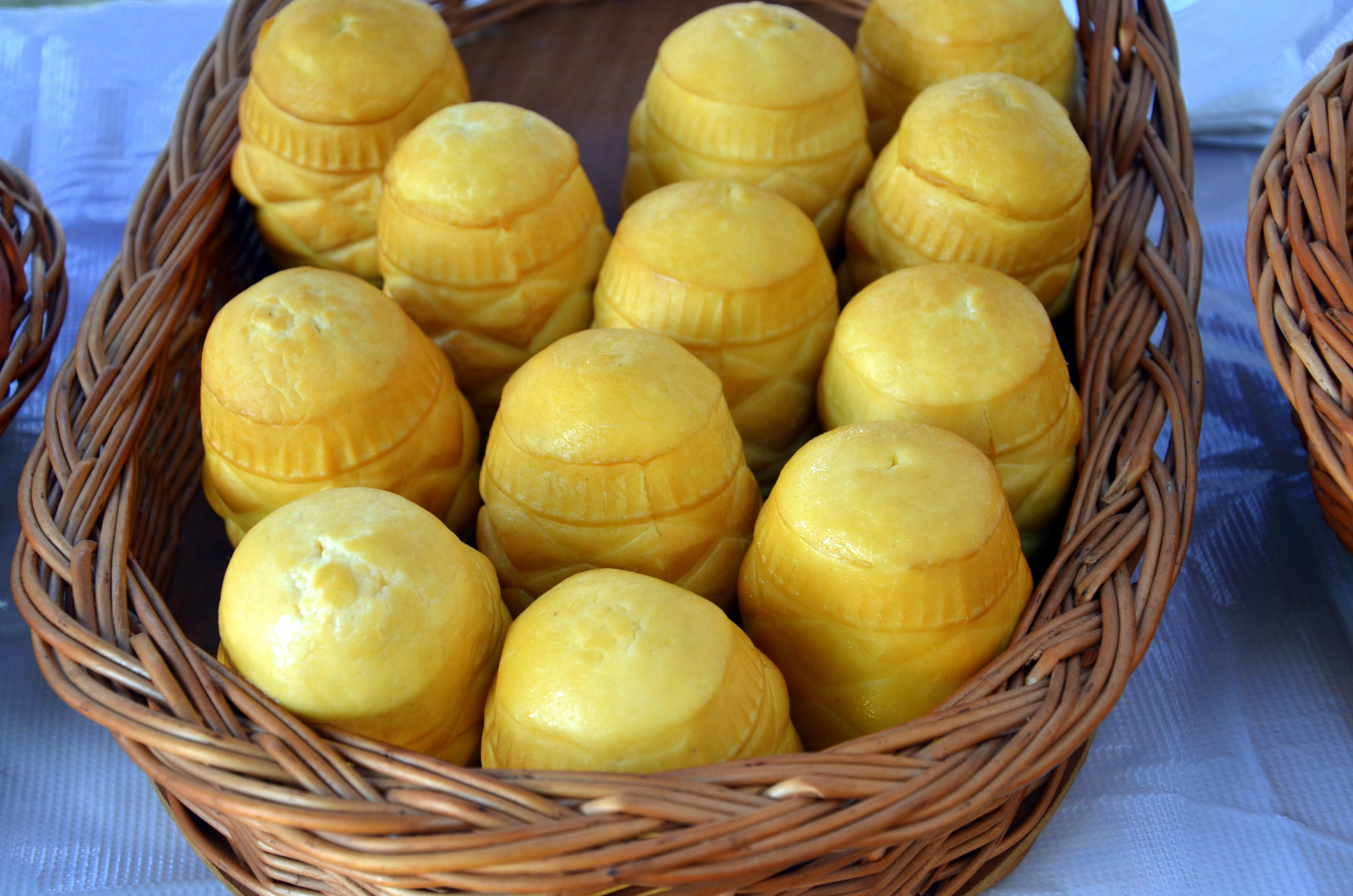
پنیر شیر گوسفندی از لهستان
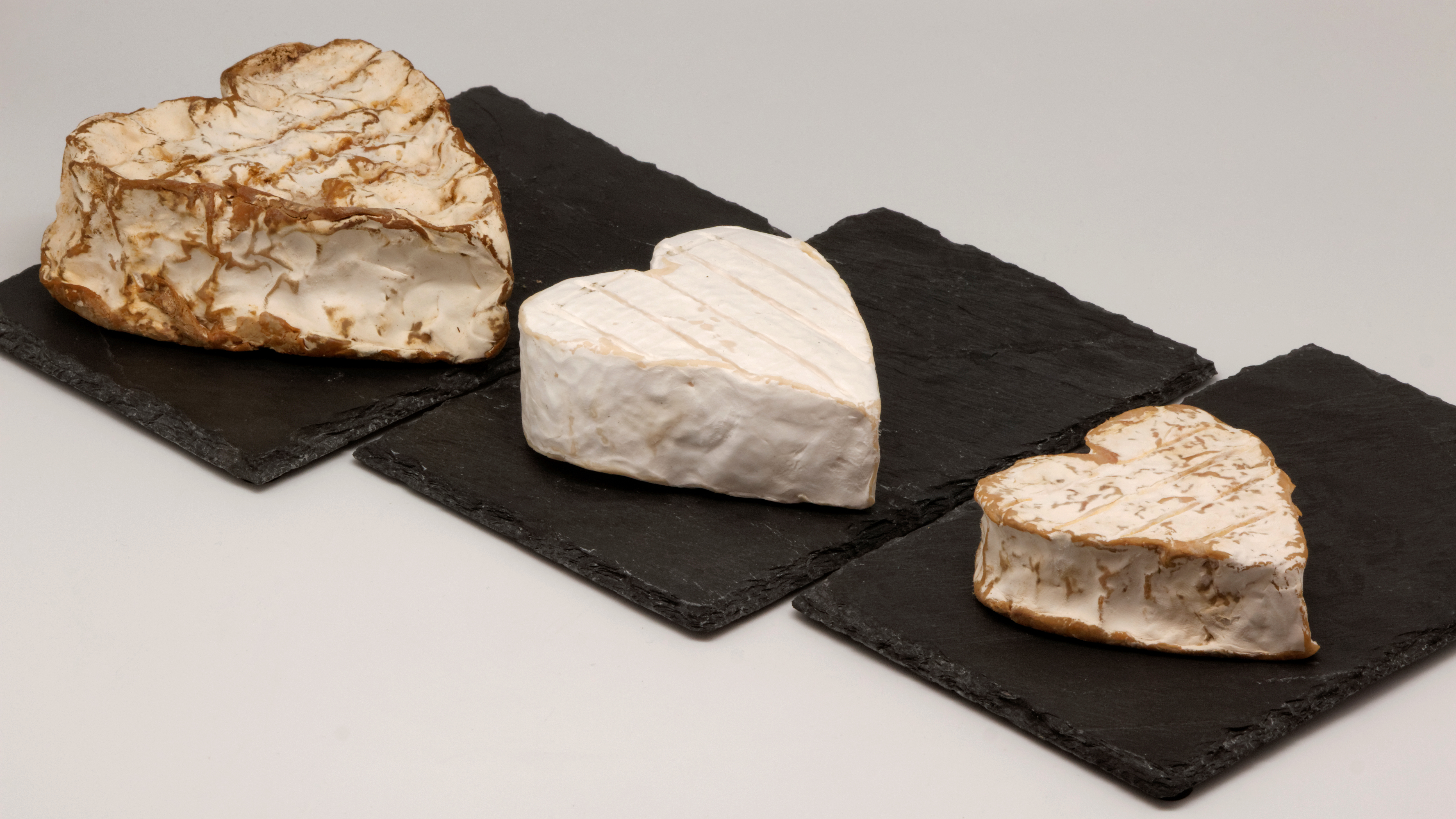
قلب نوفشاتل
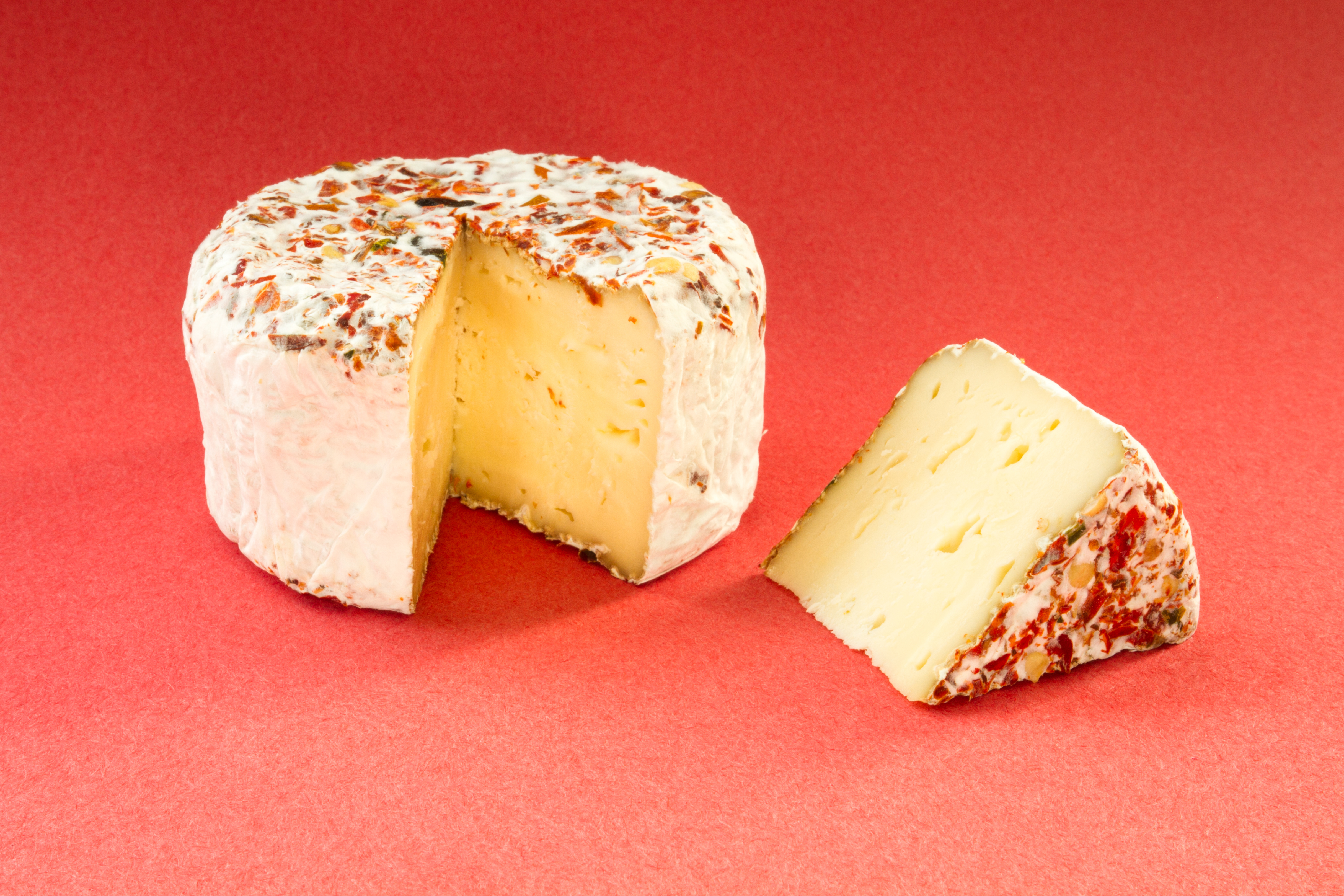
Devil's Gulch پنیر
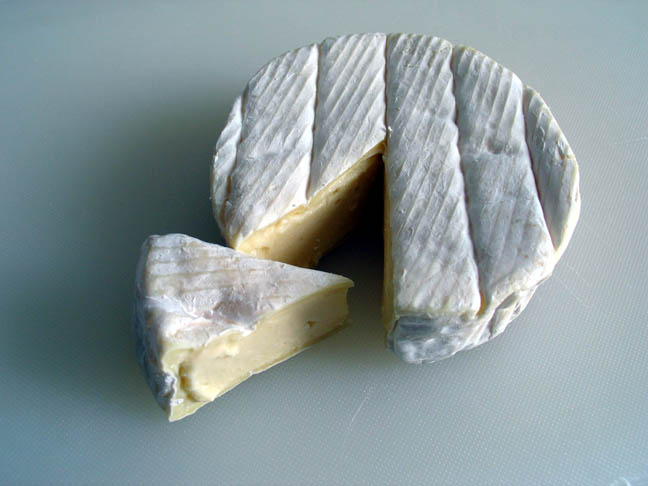
پنیر نرم فرانسوی
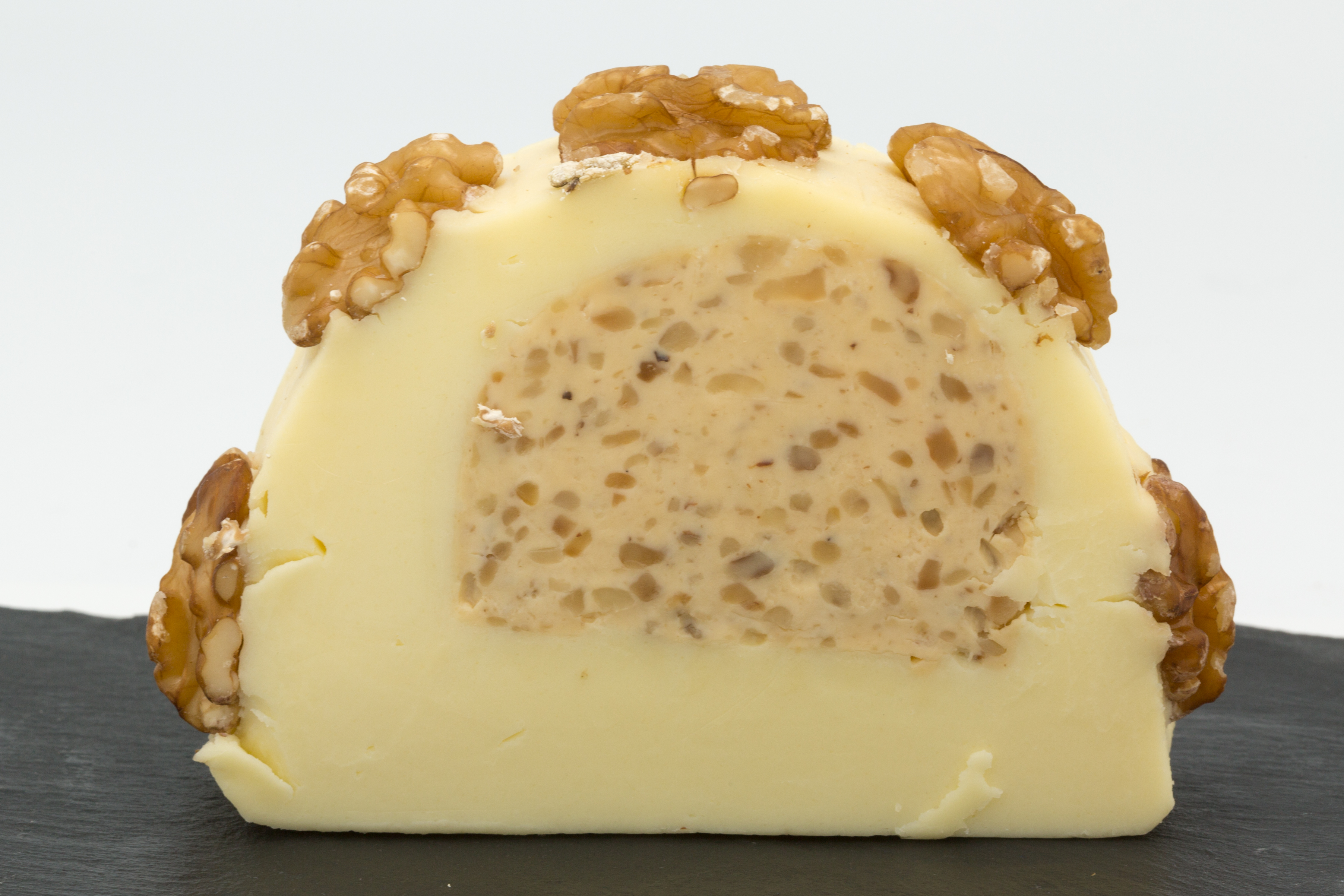
سن ژولین با گردو
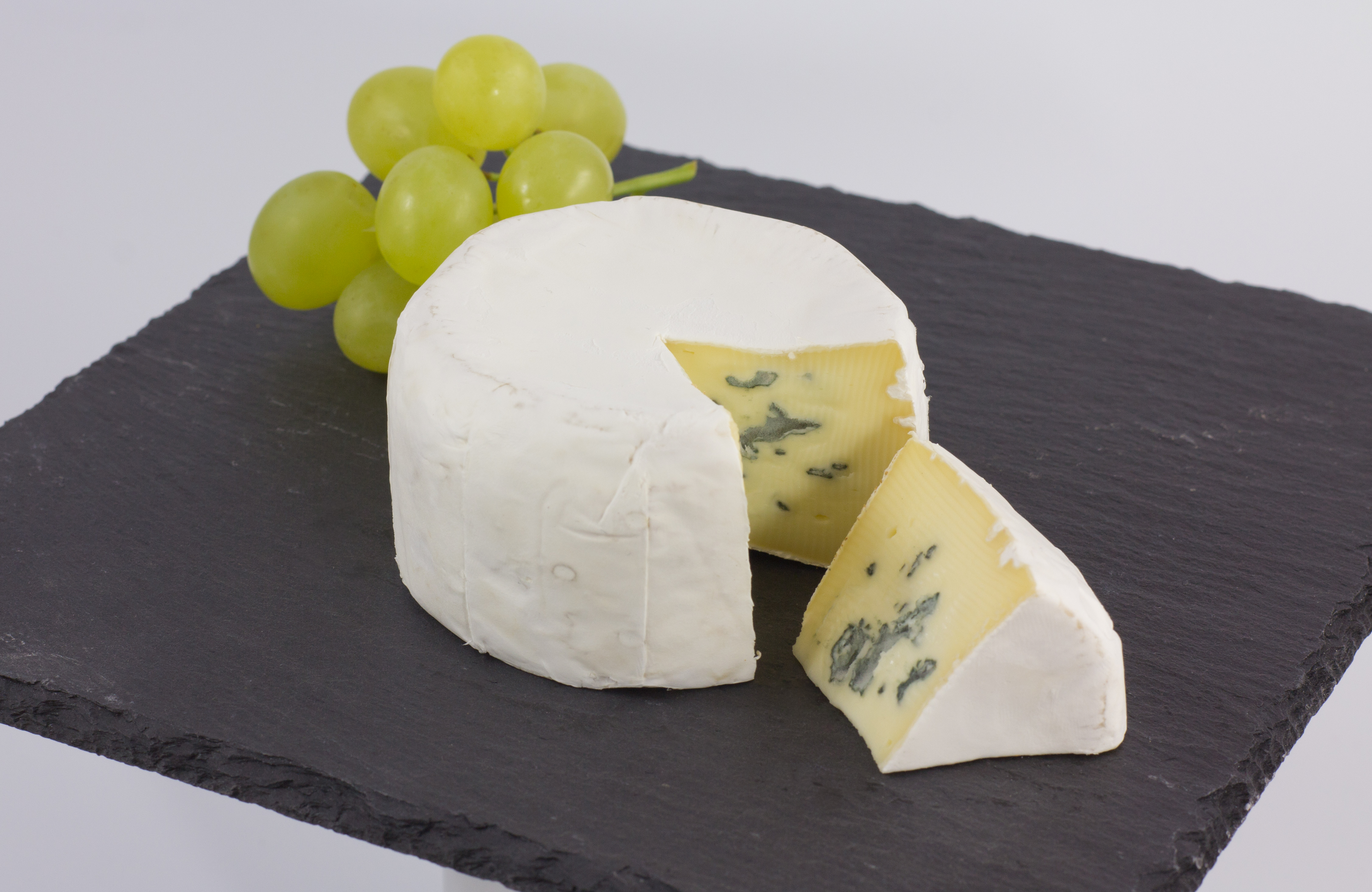
پنیر باواریا بلو
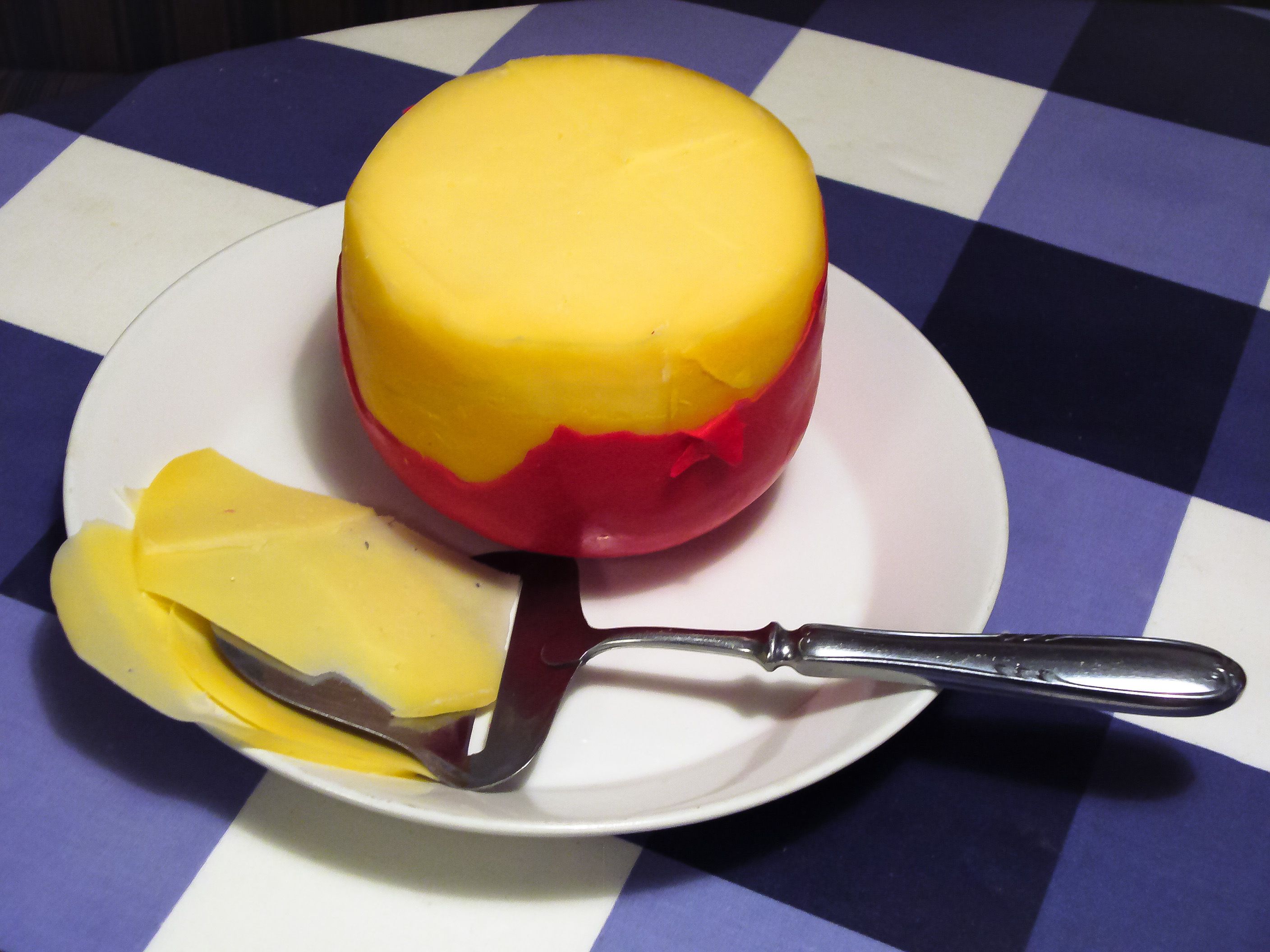
پنیر اِدم ترکی
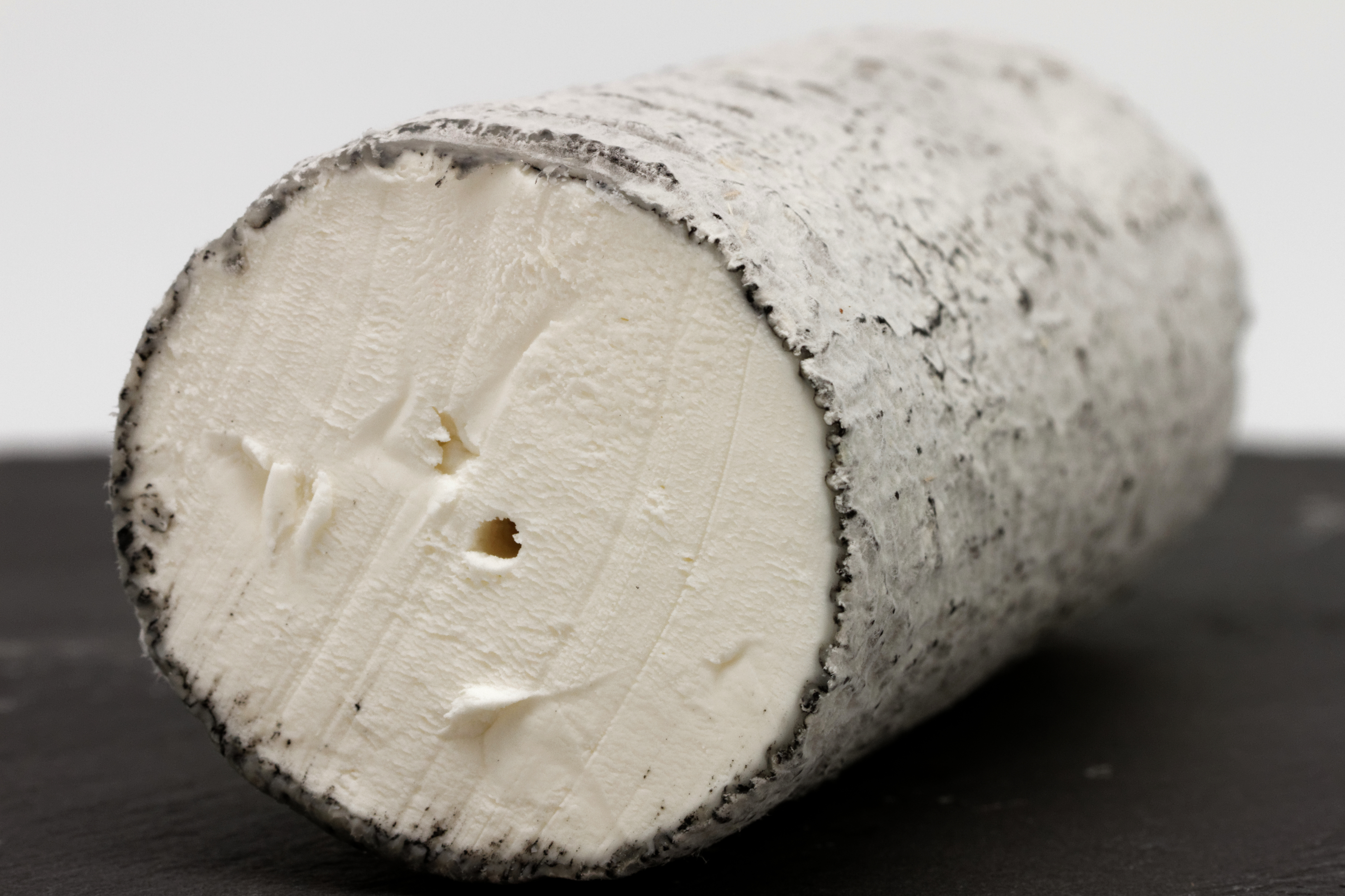
سنت مور دو تورن
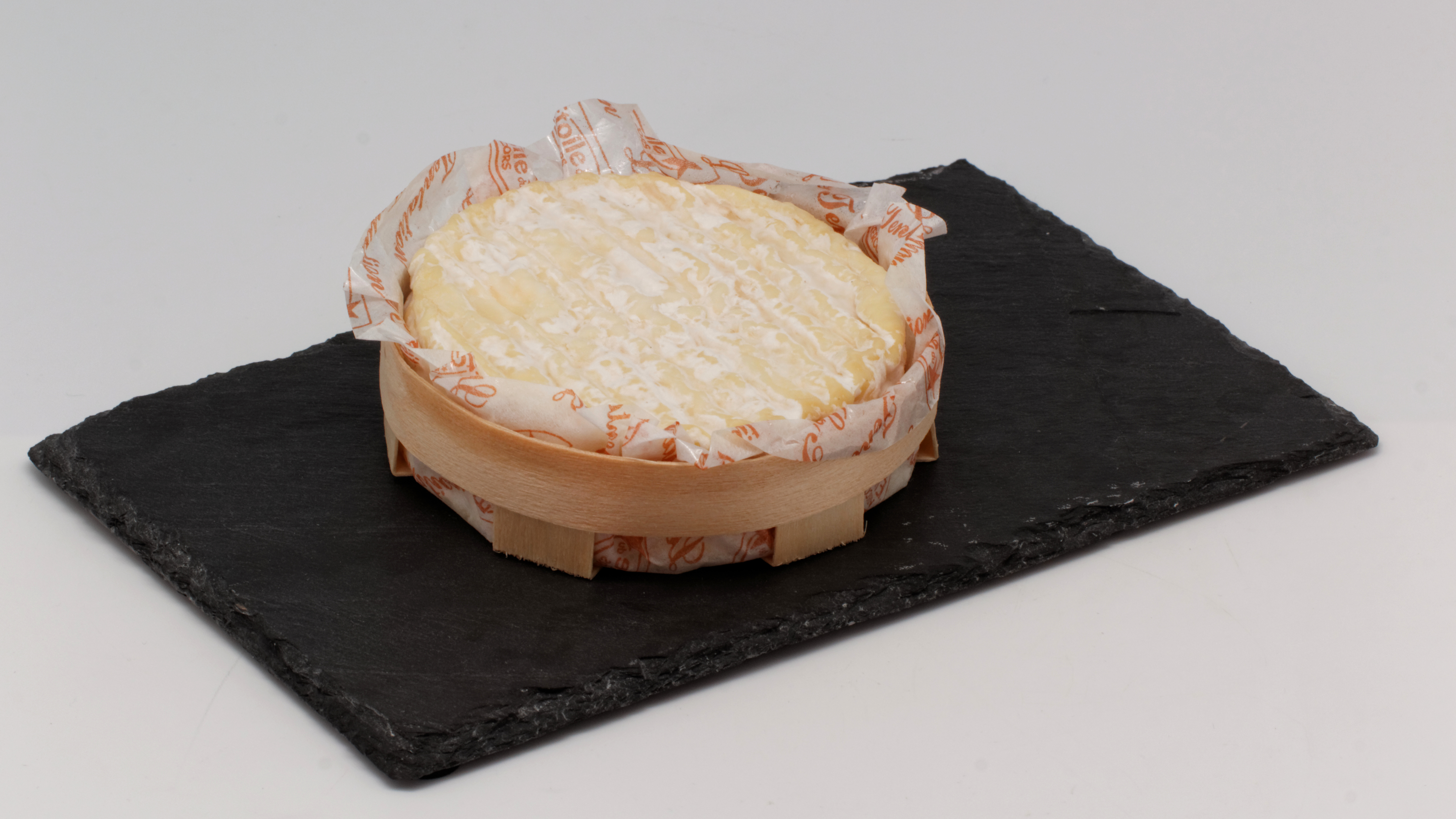
وسوسه ورکور
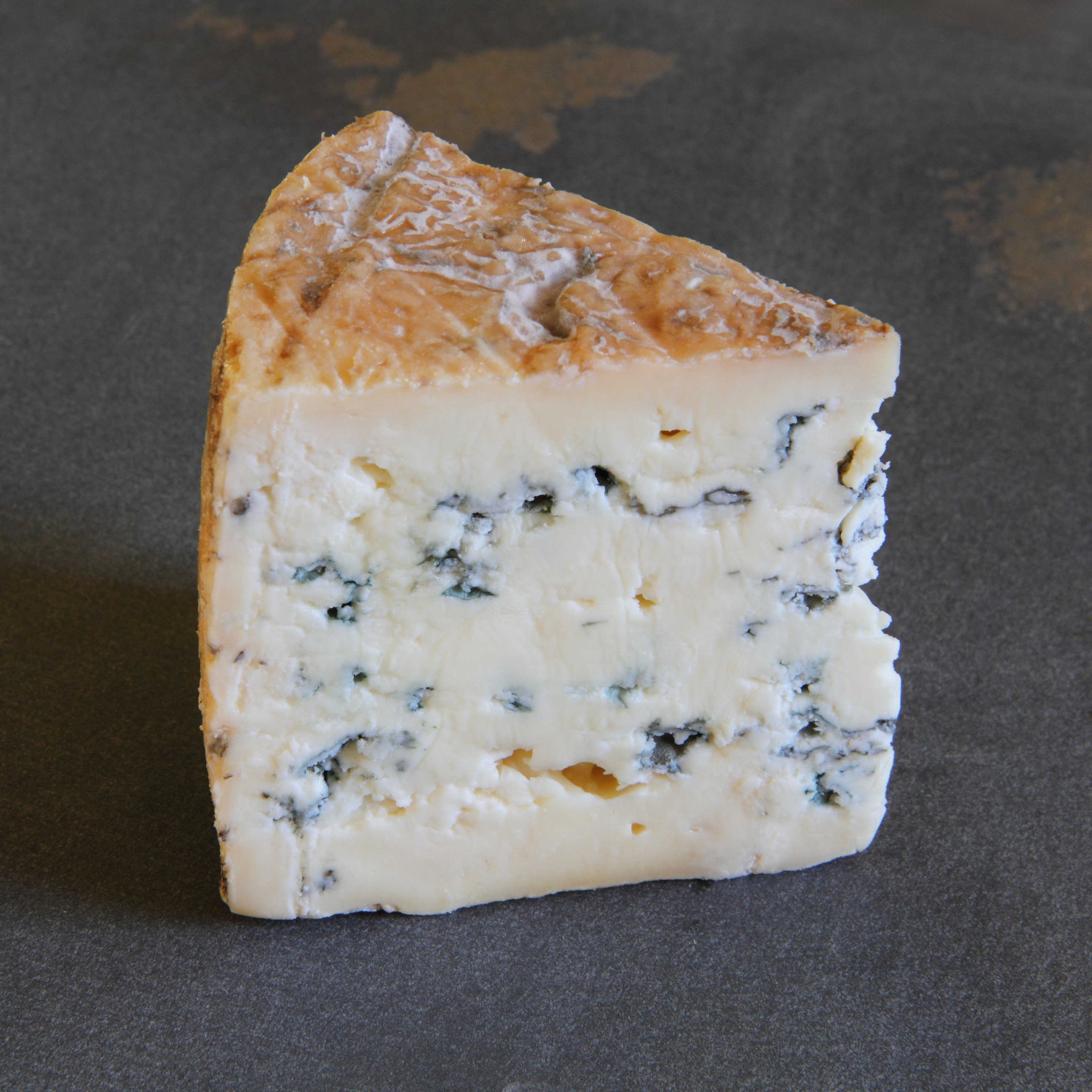
الیزابت بلو
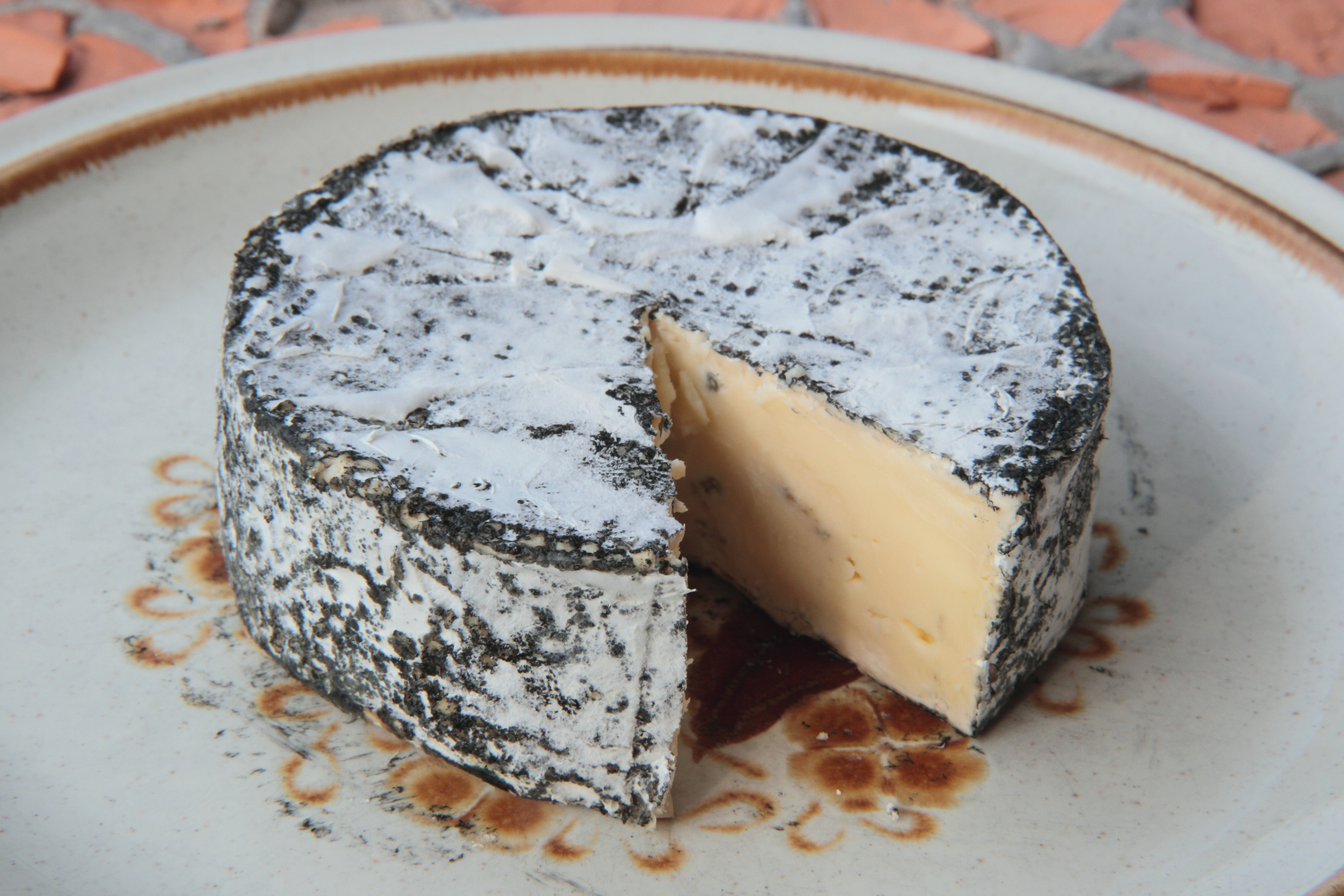
Météorite fromage
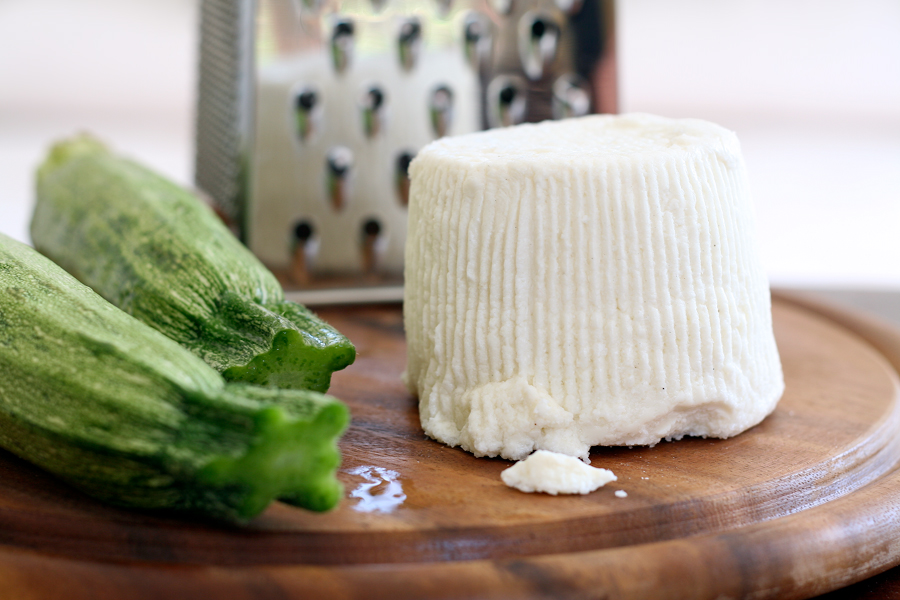
Ricotta
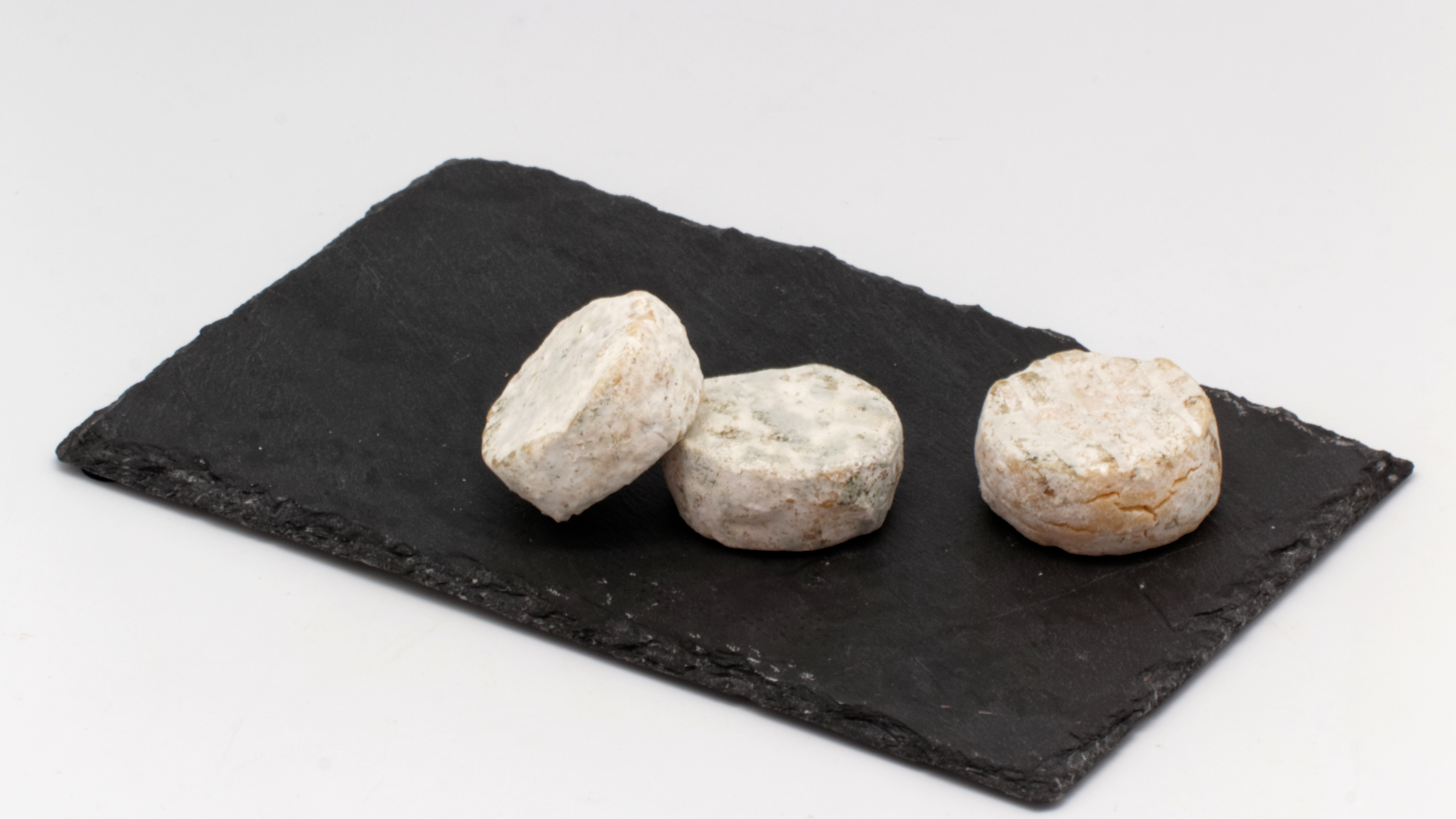
ریگوته کوندریو
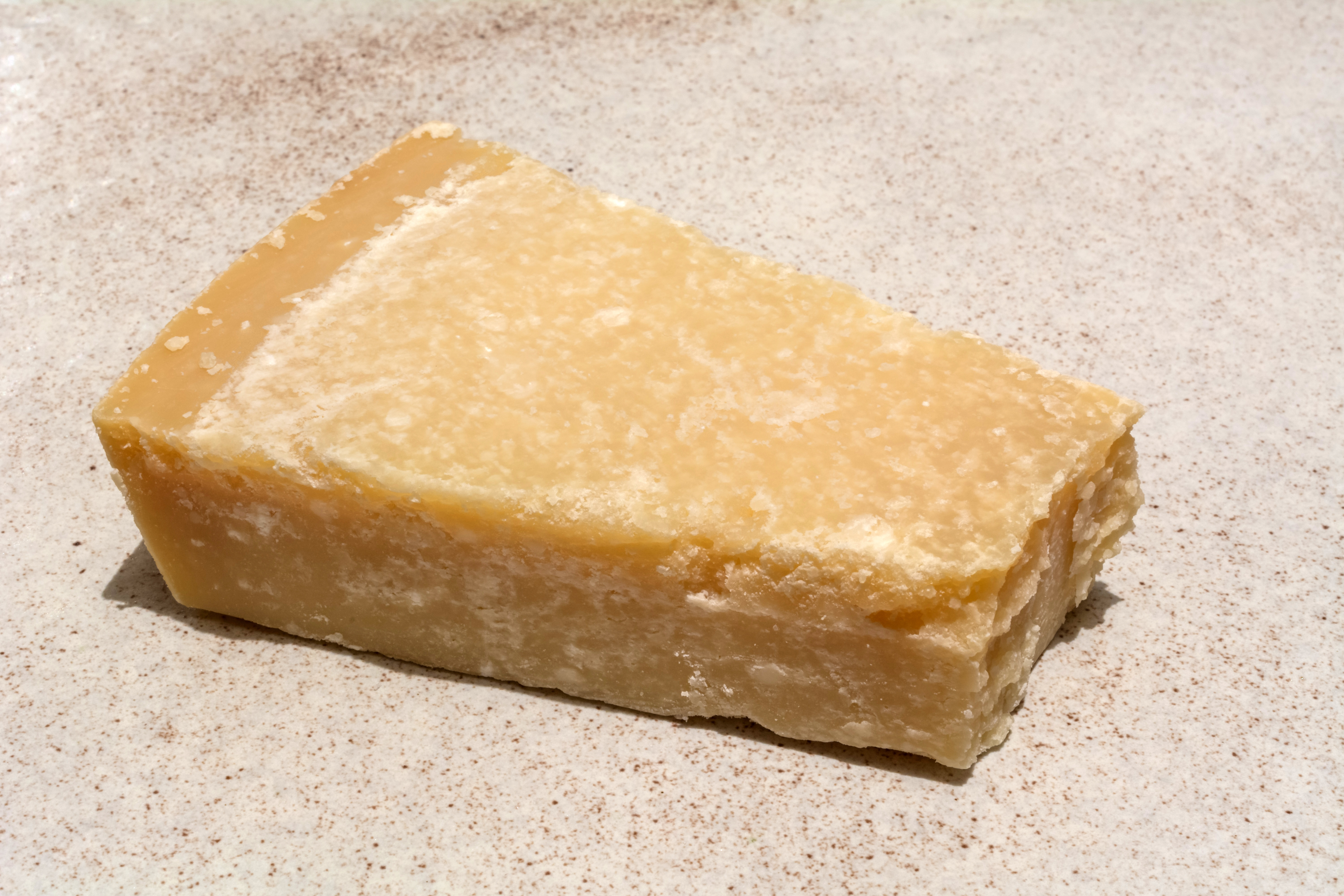
Parmigiano reggiano
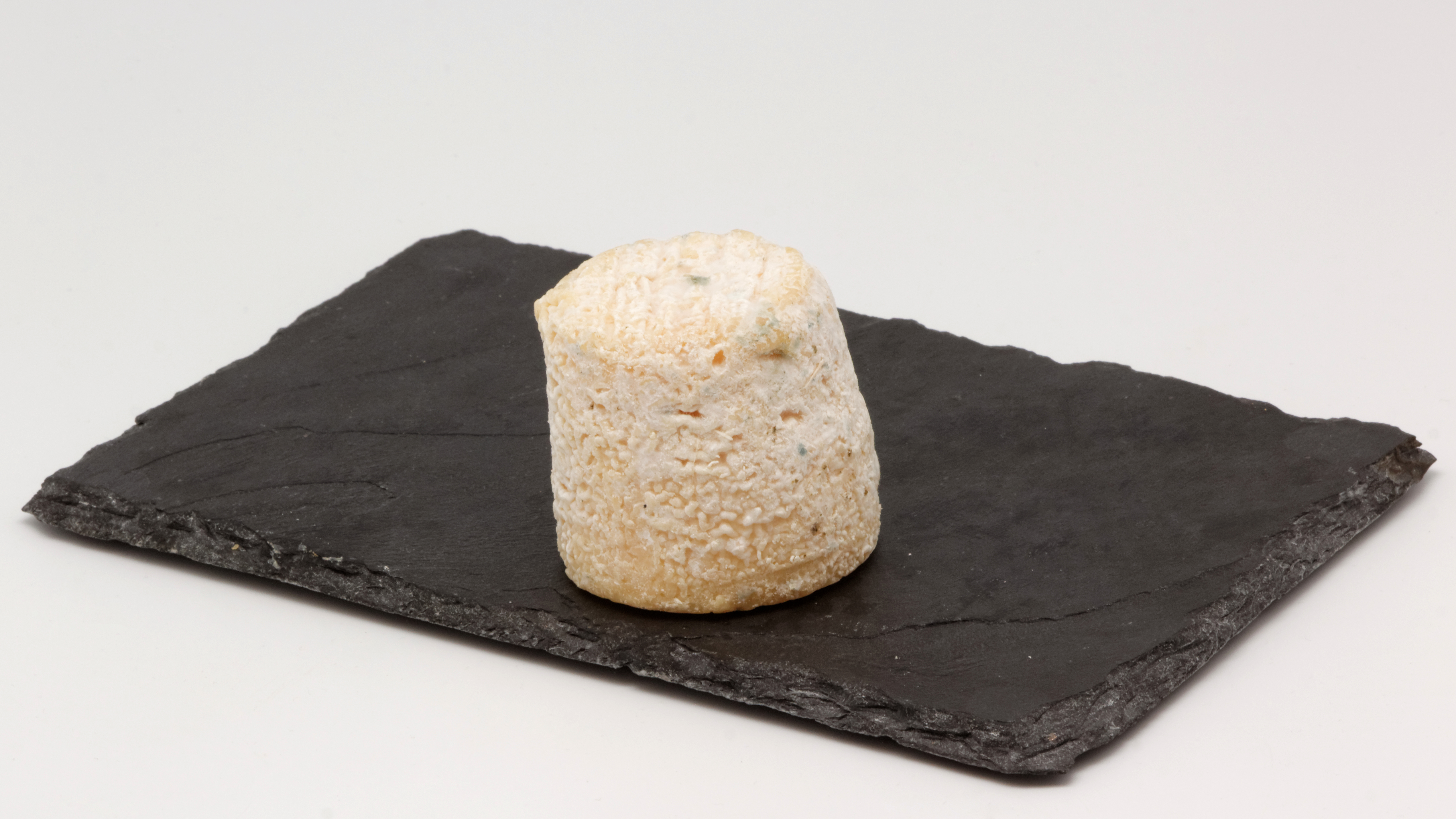
Chabichou du Poitou
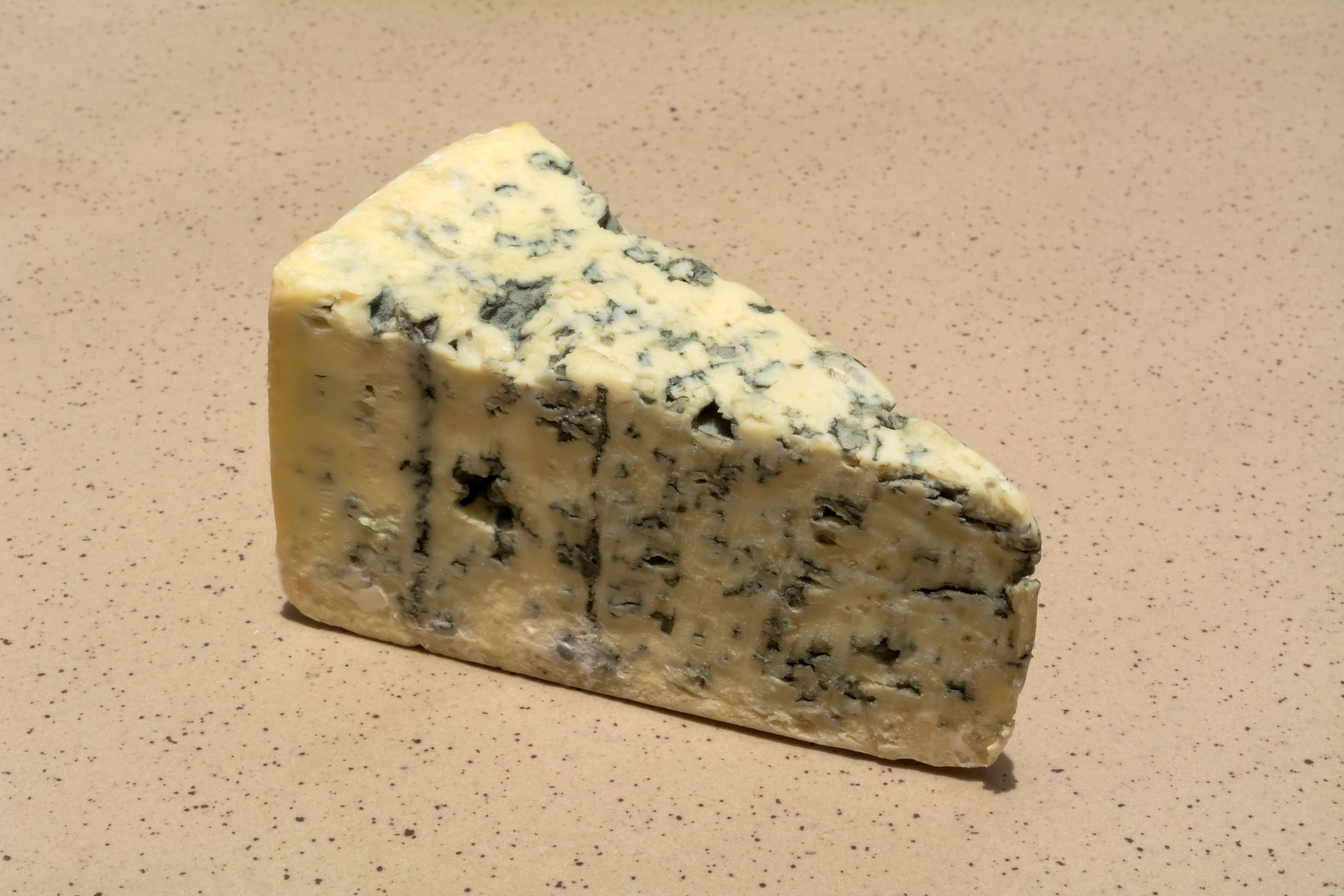
Österkron blue cheese
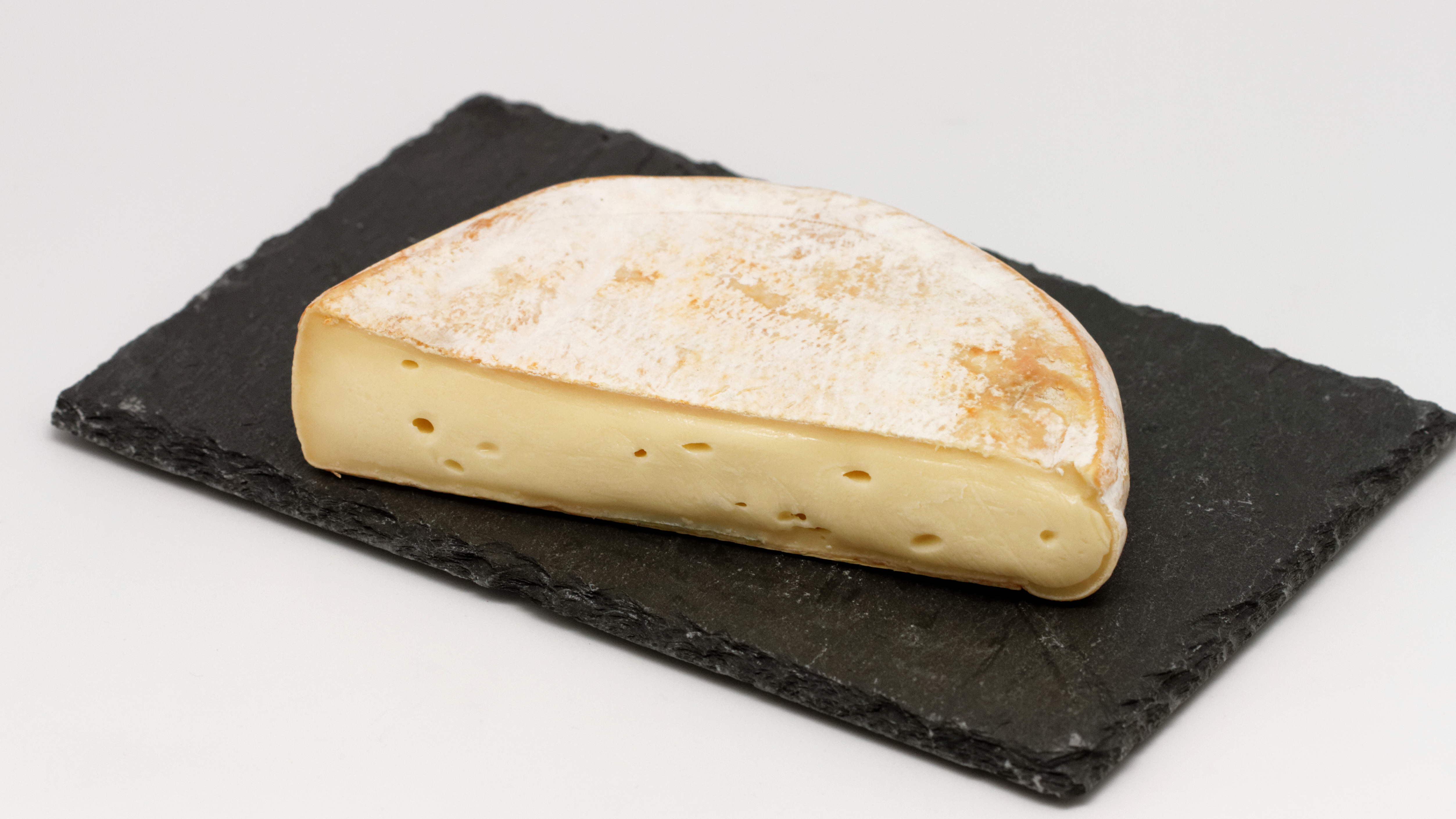
Reblochon
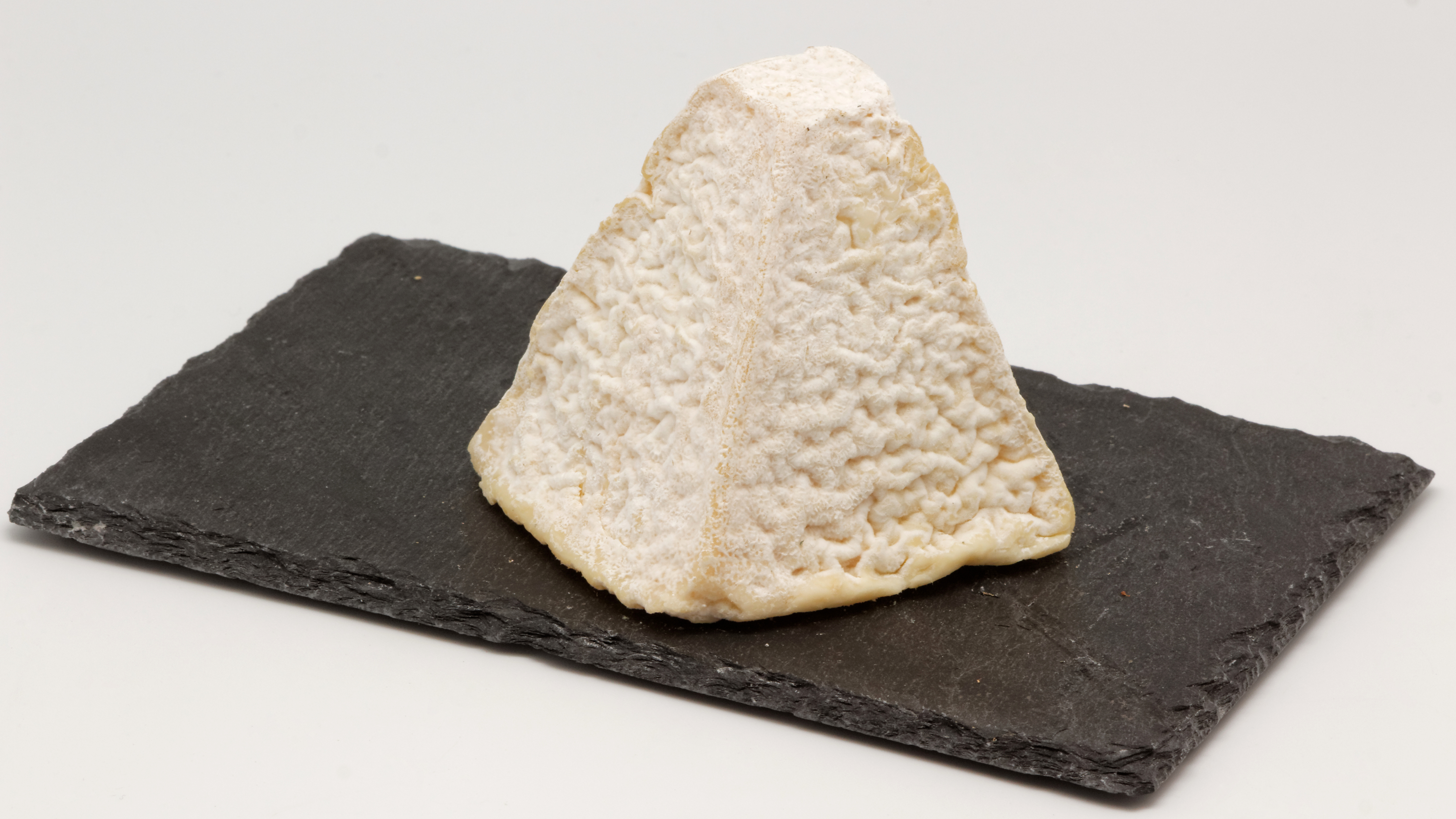
Saint-Pierre Cheese
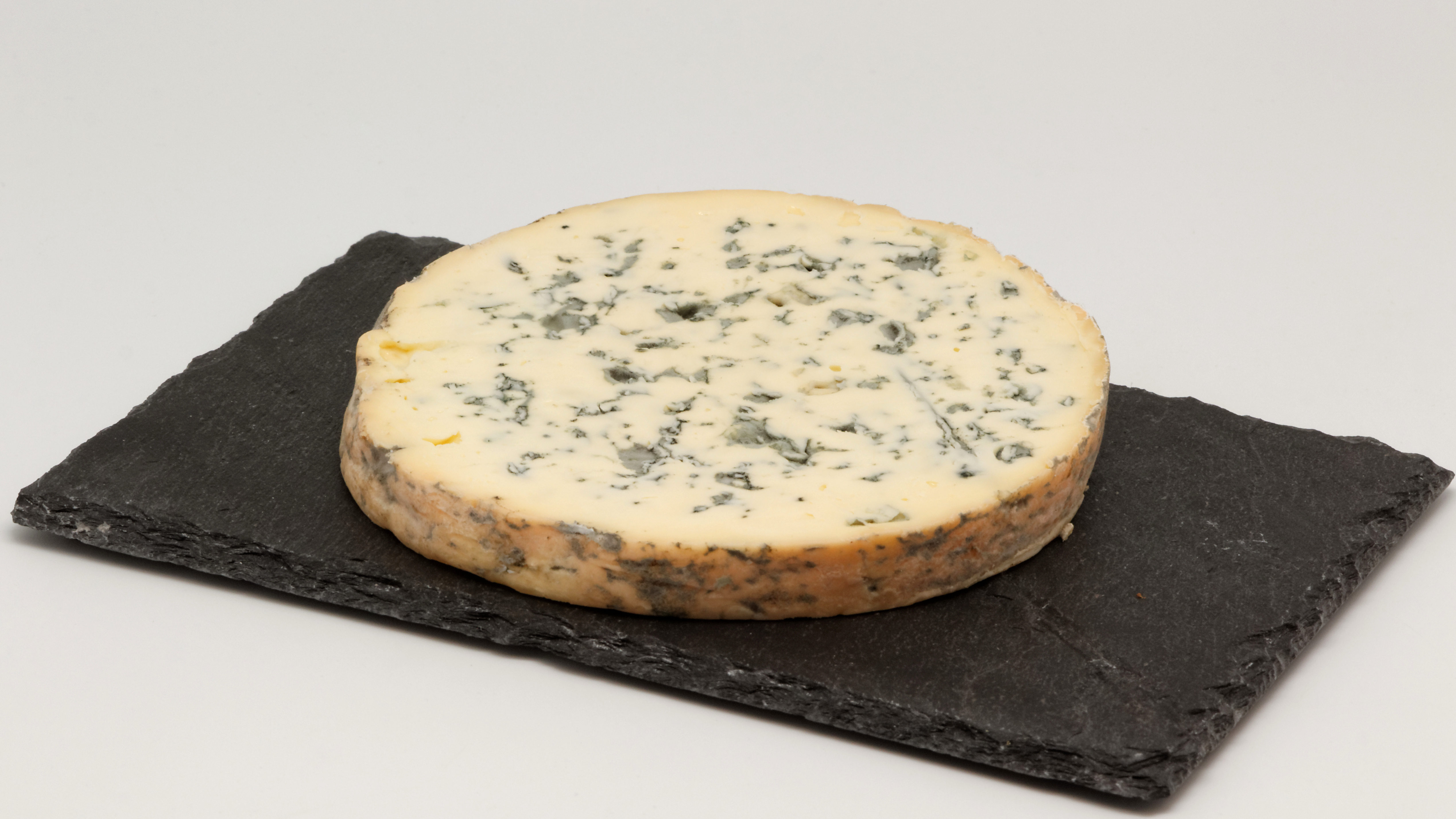
Fourme d'Ambert
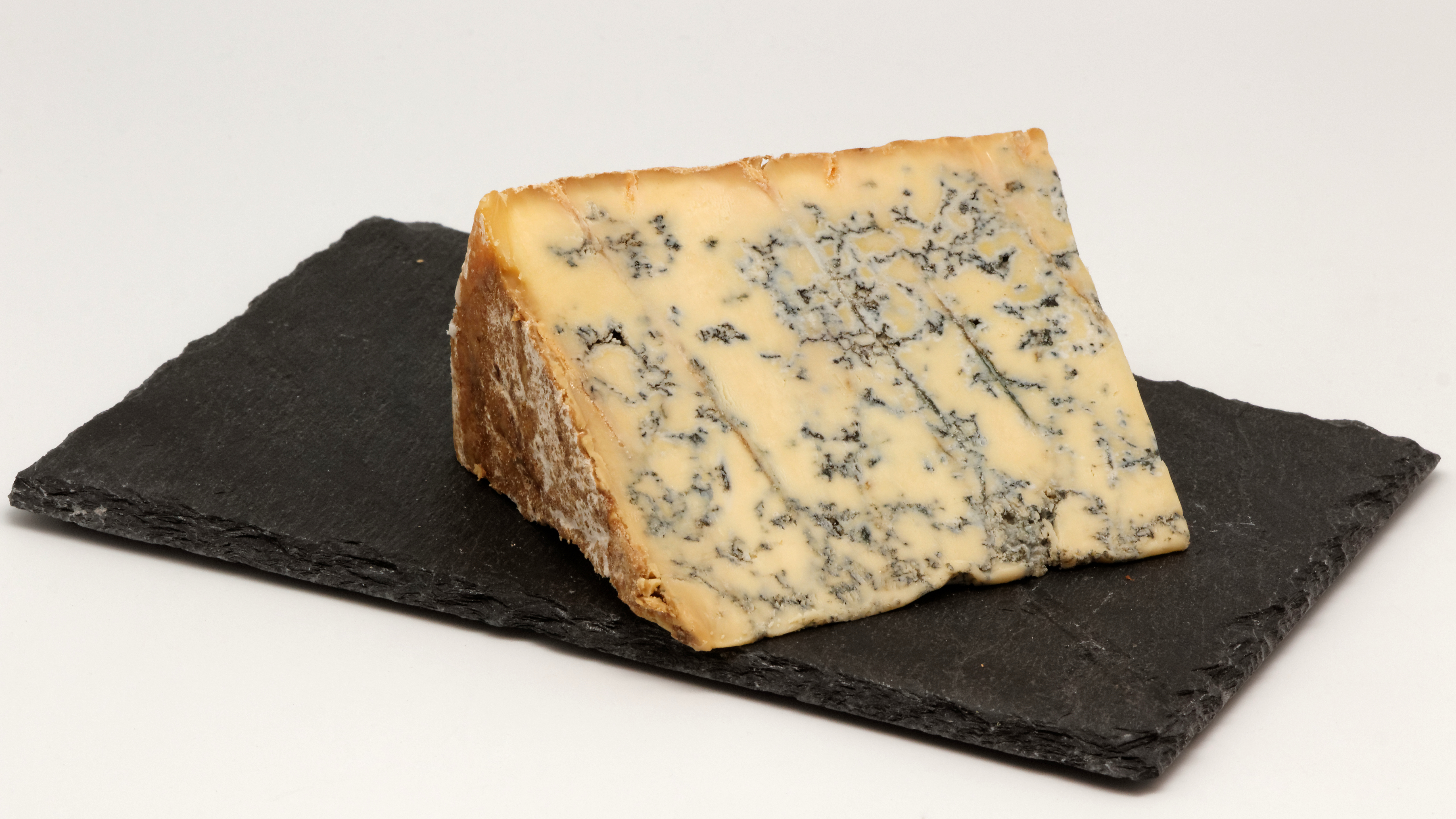
Stilton cheese
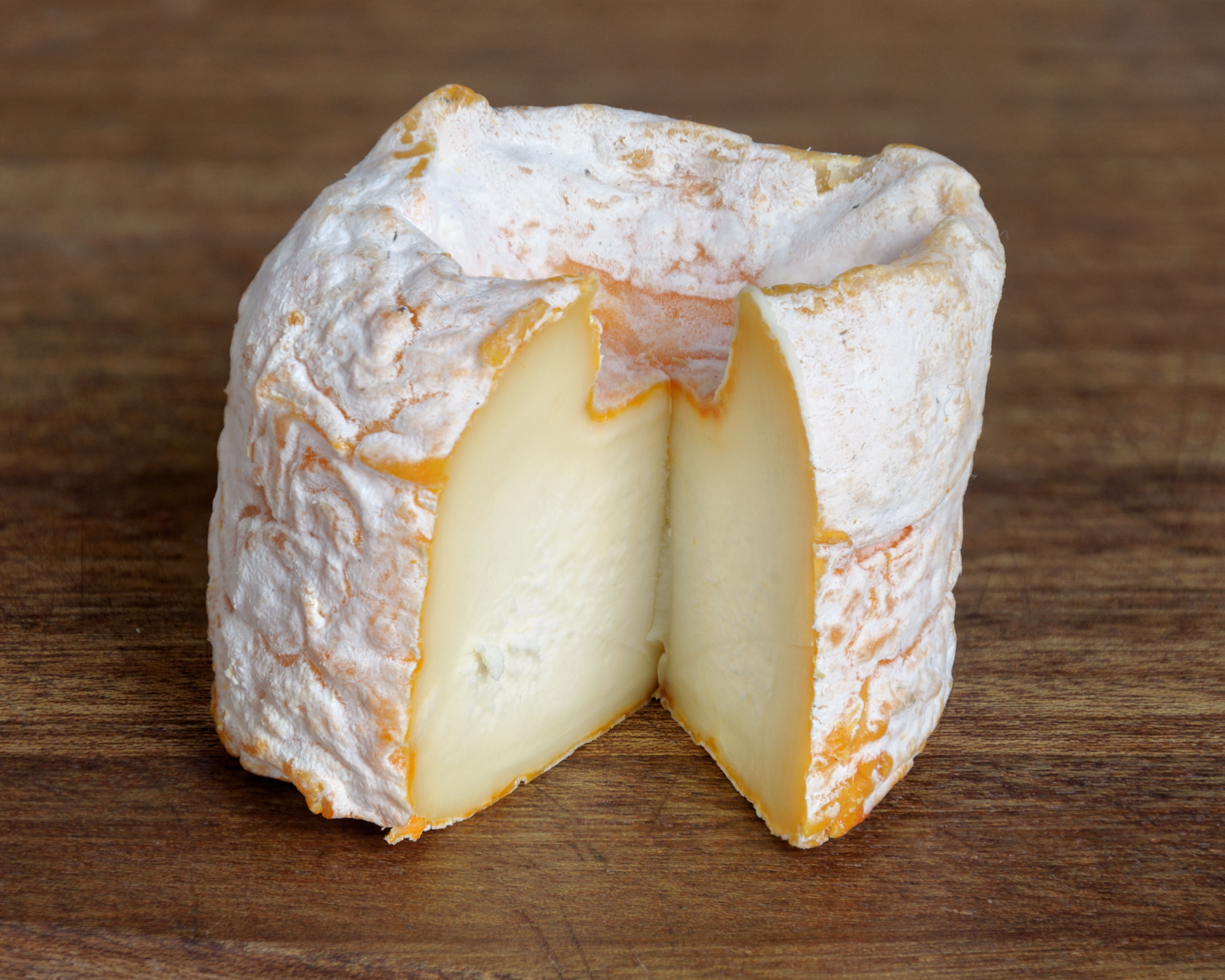
Langres
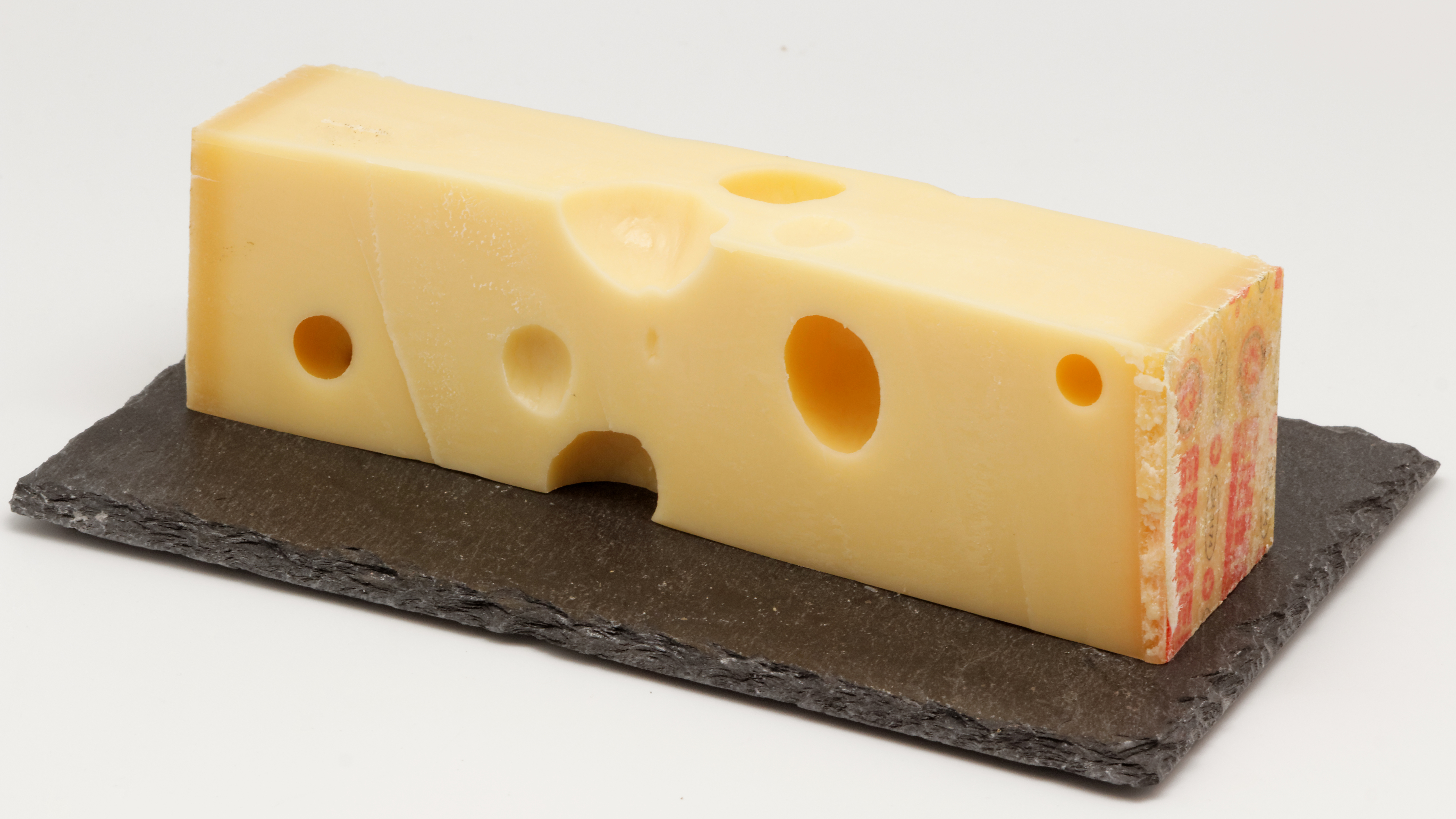
Emmental
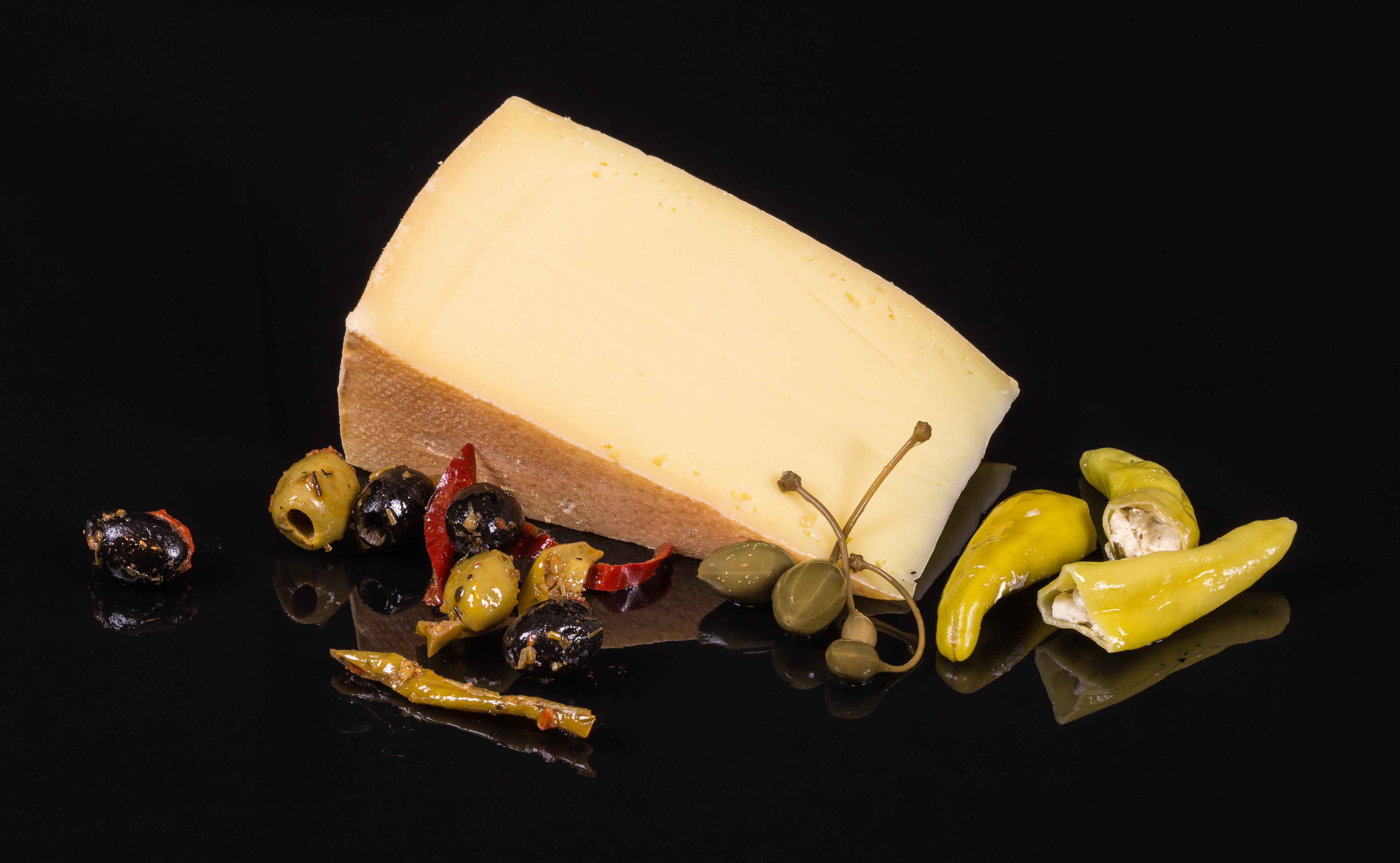
Bergkäse
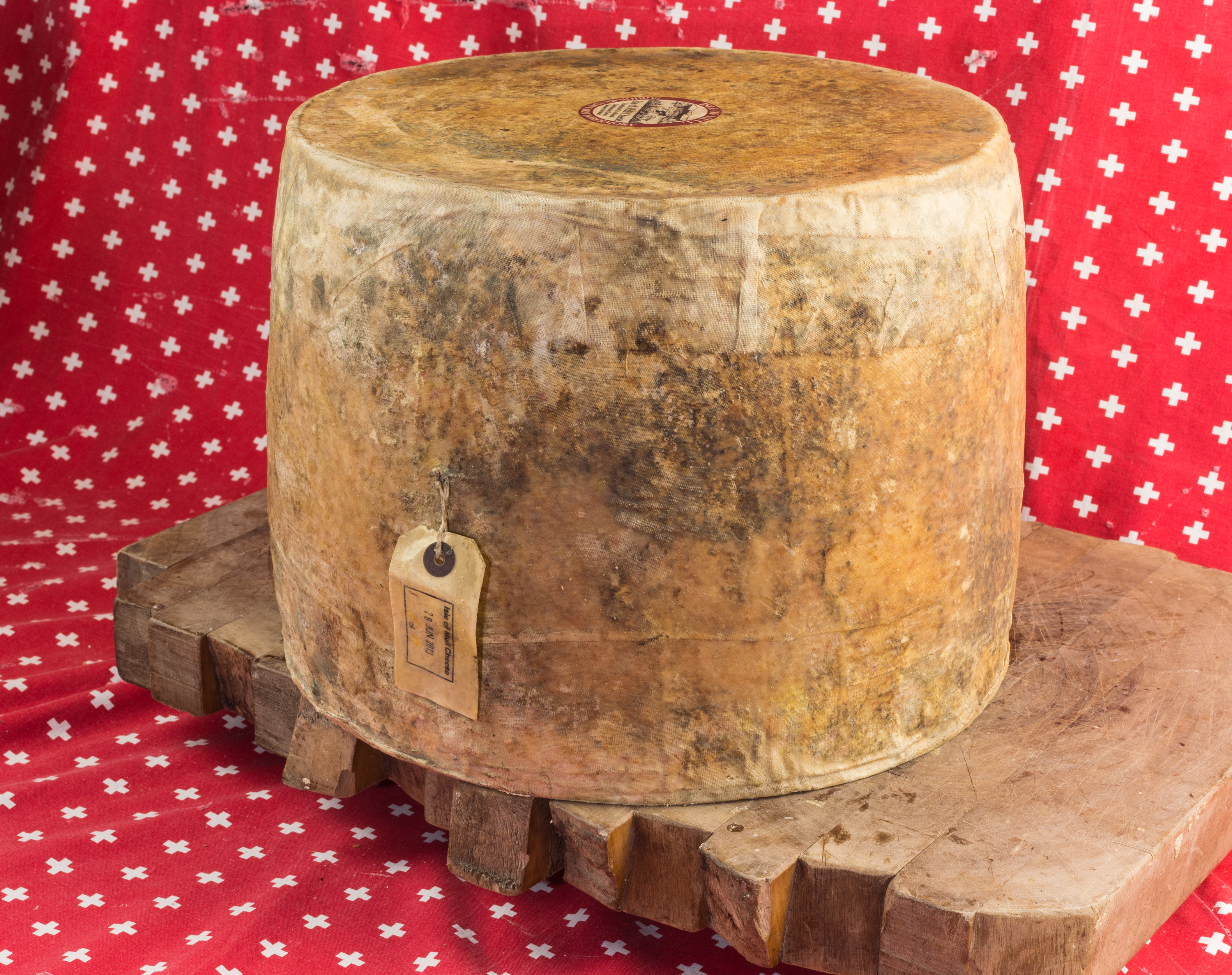
پنیر جزیره مول
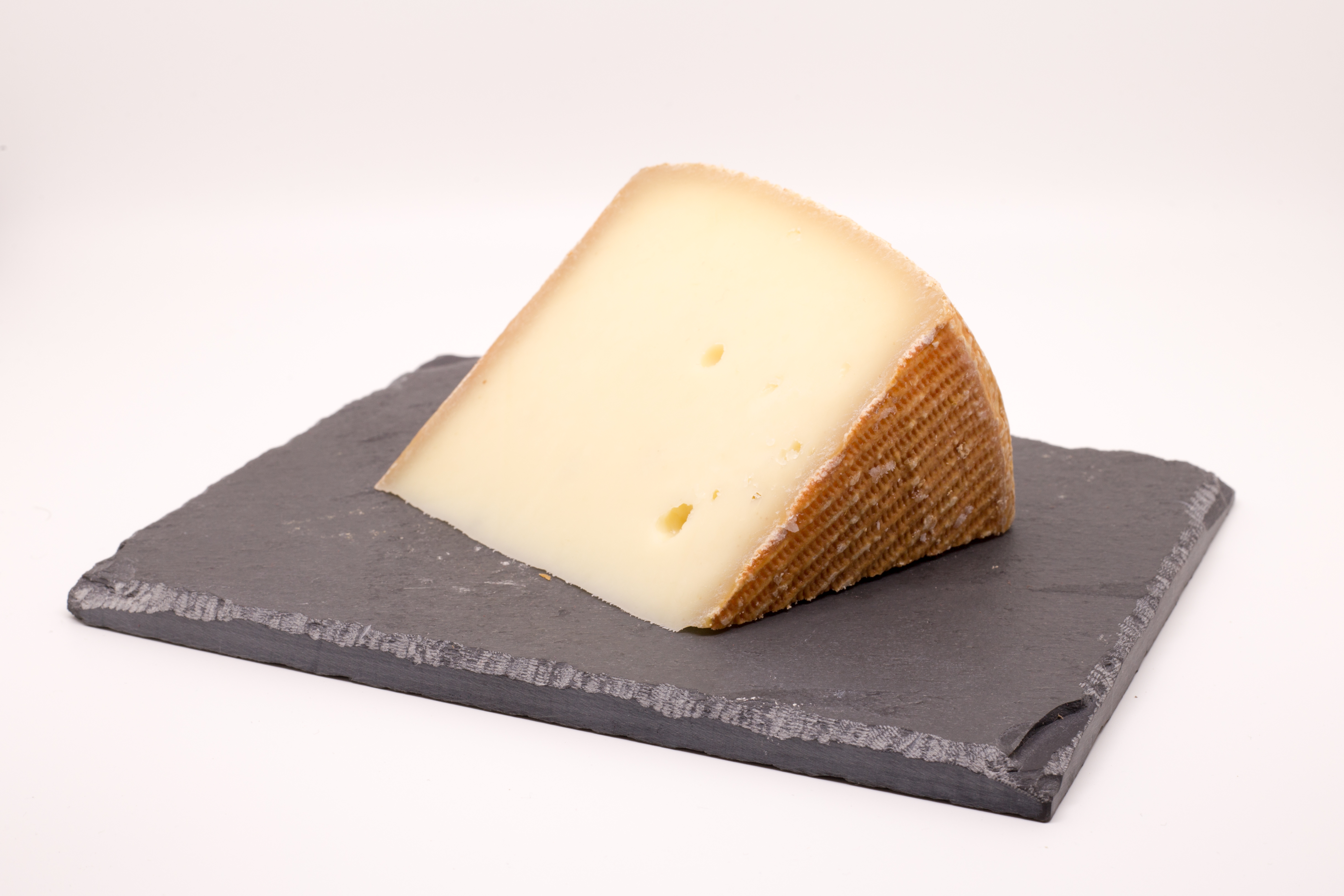
Fromage Zacharie
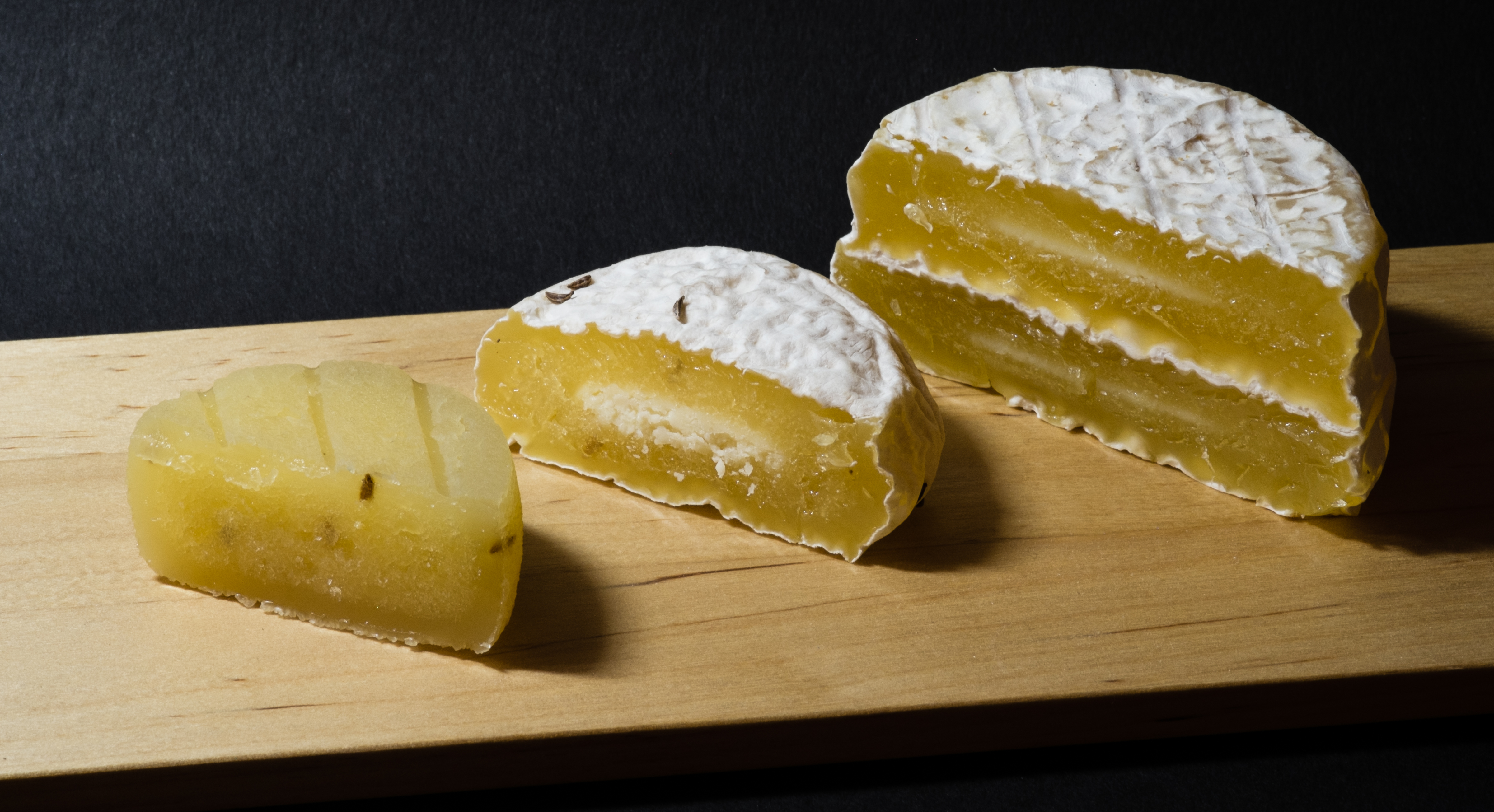
Diverse Sauermilchkäse sour cheese
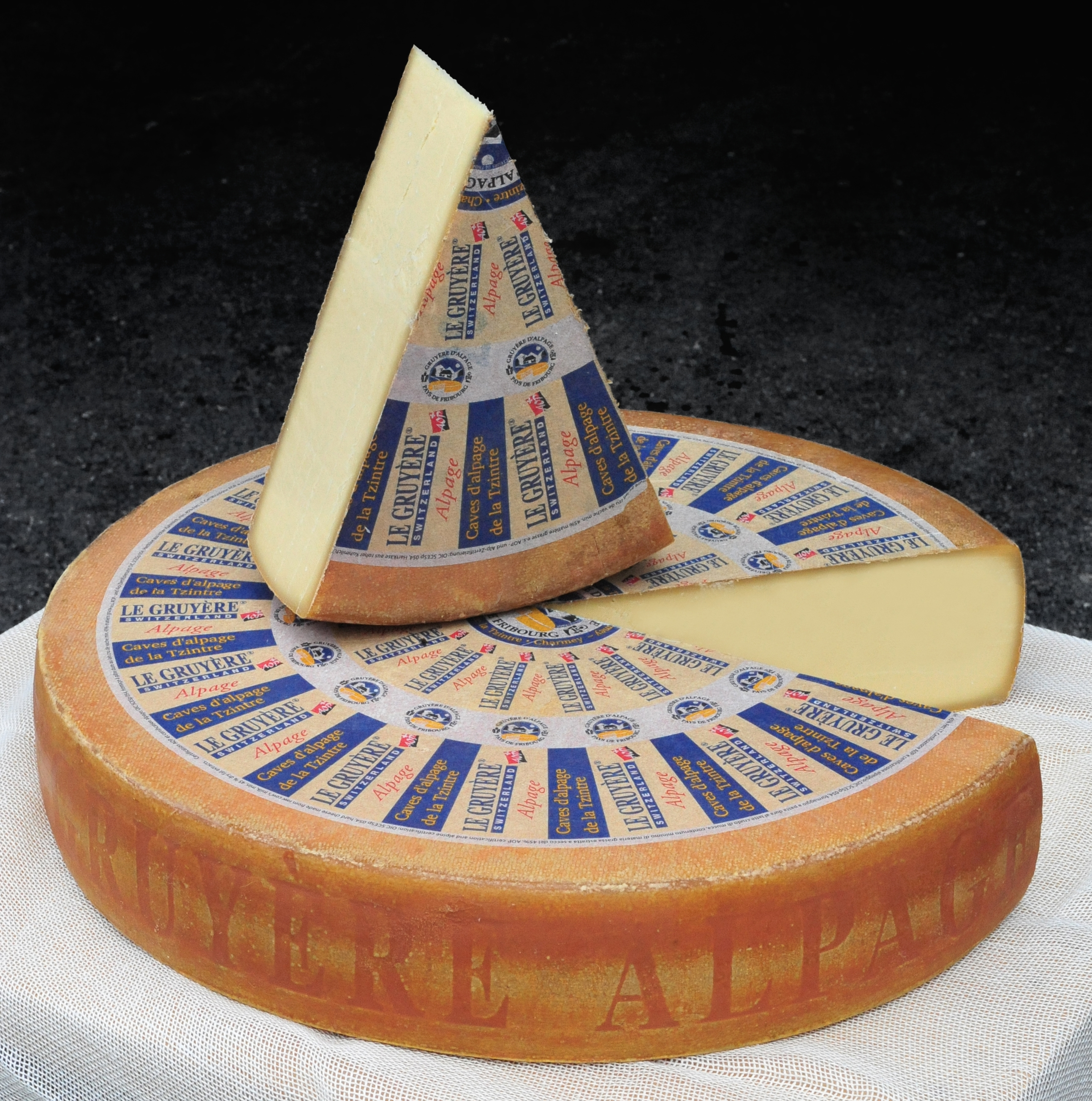
Gruyère
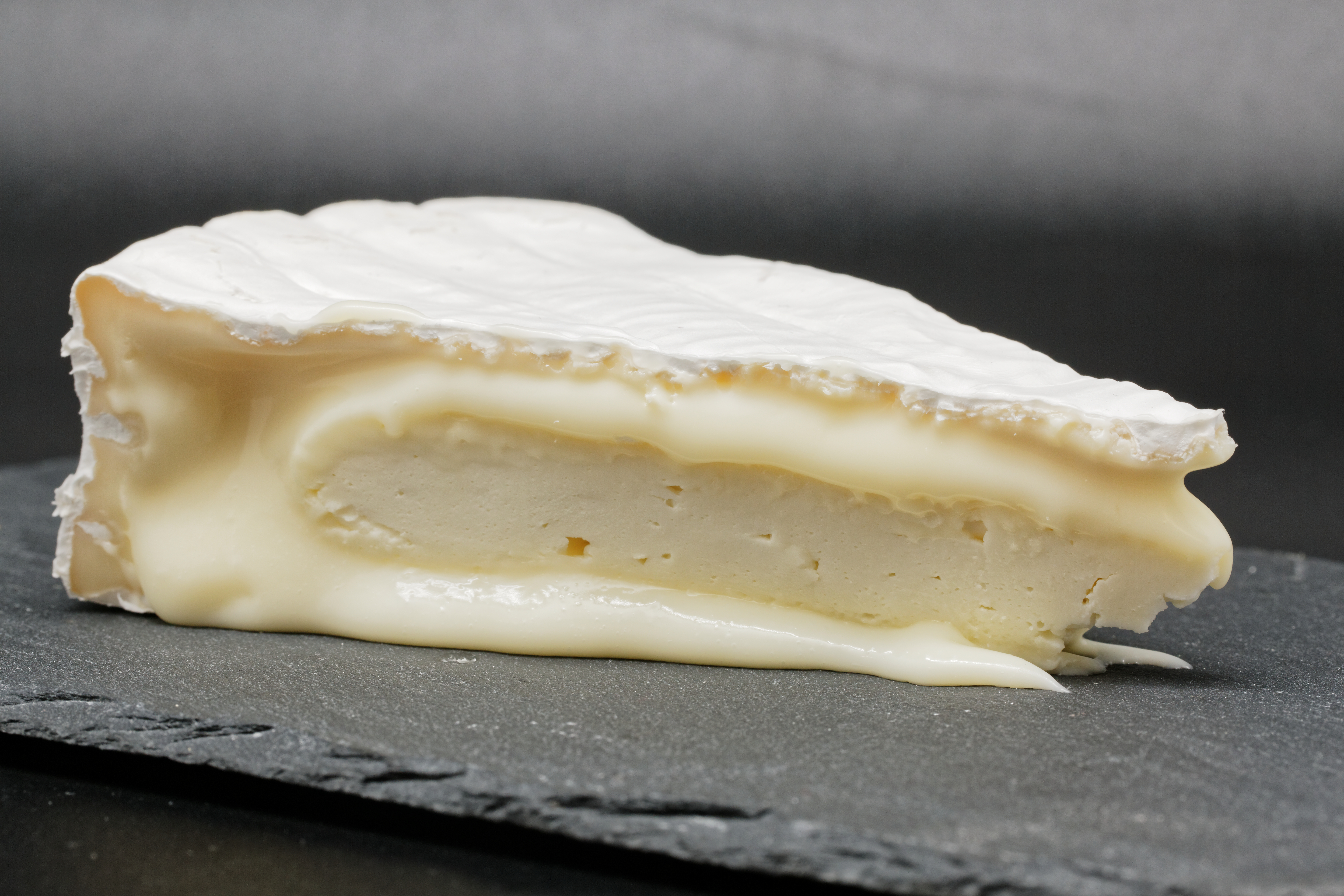
Brie de Nangis
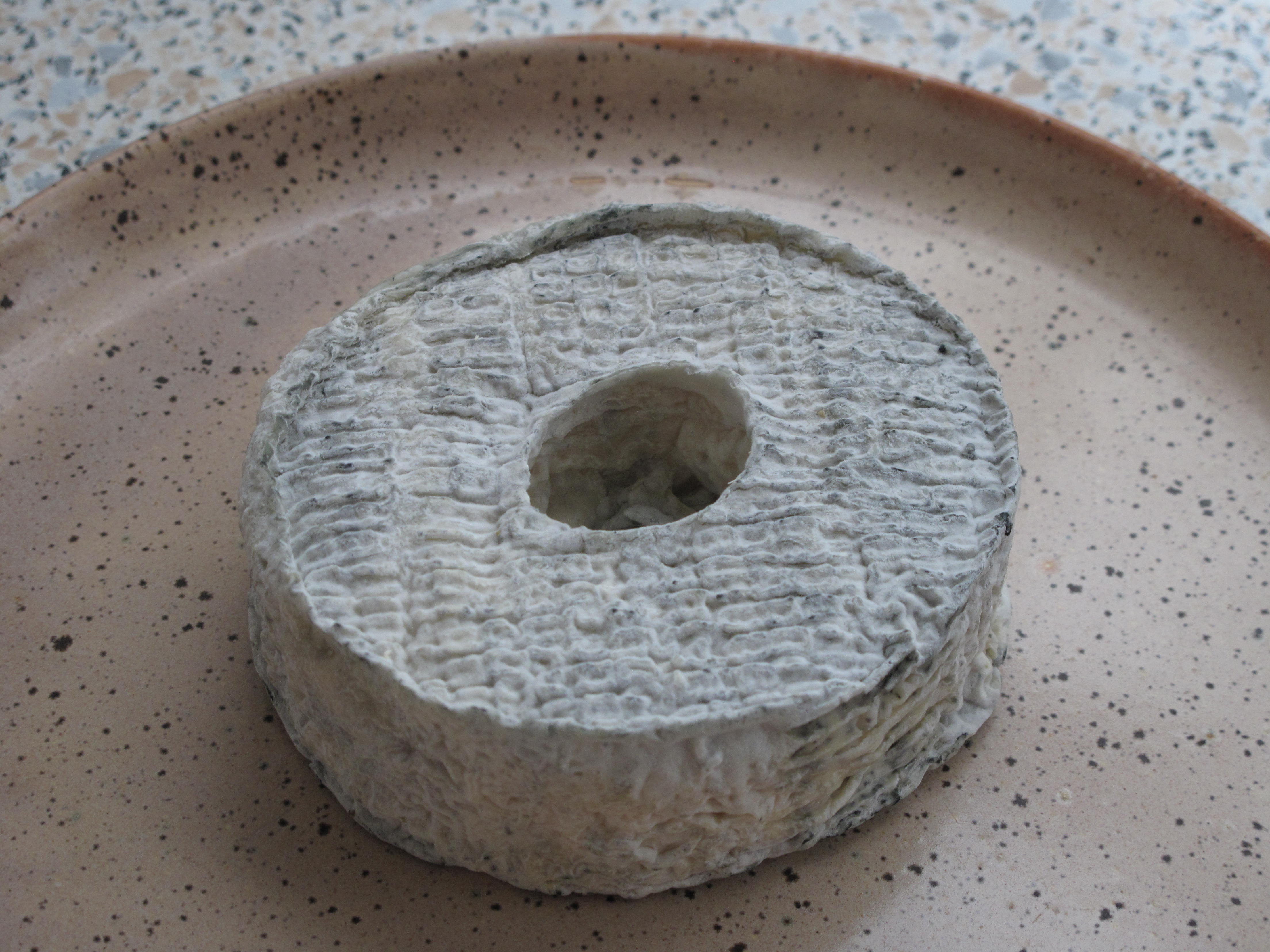
Rouelle du Tarn